# Larmor-Plage
Pour les articles homonymes, voir Larmor et Plage (homonymie).
Larmor-Plage ([laʁmɔʁ plaʒ]) est une commune française, membre de la communauté Lorient Agglomération, située dans le département du Morbihan, en Bretagne.

## Toponymie
Larmor-Plage est le nom donné à la commune lors de sa création en 1924. L’ajout de « plage » au nom du village de Larmor est dû à la présence de Larmor-Baden, autre commune du Morbihan. Le village de Larmor doit son nom à l’ancienne écriture du nom de la chapelle de pèlerinage « Notre-Dame de l’Armor », qui à l’origine[Quand ?] s’élevait seule sur ce promontoire en bord de mer. Le nom breton An-Arvor reprend également cette origine, la transcription bretonne du nom de la chapelle étant « Itron Varia an Arvor ».

## Géographie

### Géologie
Larmor-Plage se situe sur le leucogranite d'âge carbonifère dit « granite de Plœmeur ».

### Situation et relief
Les communes limitrophes sont  Lorient et Ploemeur.
Larmor-Plage est une commune française du sud de la Bretagne, dans le sud-ouest du département du Morbihan. Située sur la rive ouest de l’entrée de la rade de Lorient qui marque la confluence du Blavet, du Scorff et du Ter, elle fait face à l’île de Groix et à l’océan Atlantique.
Le territoire de la commune se prolonge à l’intérieur de la rade de Lorient, ce qui lui donne vue sur la presqu’île de Gâvres, la citadelle de Port-Louis et Lorient, avec notamment le port de pêche, le port de commerce et l’ancienne base de sous-marins où l’on trouve notamment un pôle de course au large (Nautisme à la voile) et la Cité de la voile Éric Tabarly ; il pénètre dans les terres en longeant les rives du Ter.
Les altitudes du finage communal vont du niveau de la mer jusqu'à 35 mètres (dans l'angle nord-ouest du territoire communal, près de "La Vraie Croix").
Le littoral est riche et varié, alternant côte rocheuse, plages de sable fin (Kerguélen, Locqueltas, Port Maria, Toulhars, Kernével, etc.), cordon dunaire avec ses marais (Anse de Kerguelen, parc océanique), la zone urbaine côtière avec ses villas anciennes et contemporaines, le centre bourg entourant l’église et sa tour clocher fortifiée qui répondait au salut des navires militaires passant dans le chenal d'accès de la rade par une volée de cloches.
| - Carte simplifiée de la commune de Larmor-Plage. |

| - Carte topographique de la commune de Larmor-Plage . |

### Transports publics
- La commune est desservie par les lignes d'autobus de la CTRL.
- À la saison estivale, des bateaux-bus assurent une liaison maritime supplémentaire entre le port de plaisance de Kernével et Port-Louis.
- La gare SNCF de Lorient est située à 15 minutes.
- L'aéroport de Lorient Lann-Bihoué est accessible en moins de dix minutes.
- Il est possible de réserver des bateaux-taxis pour rejoindre, par exemple, l'île de Groix.

### Galerie

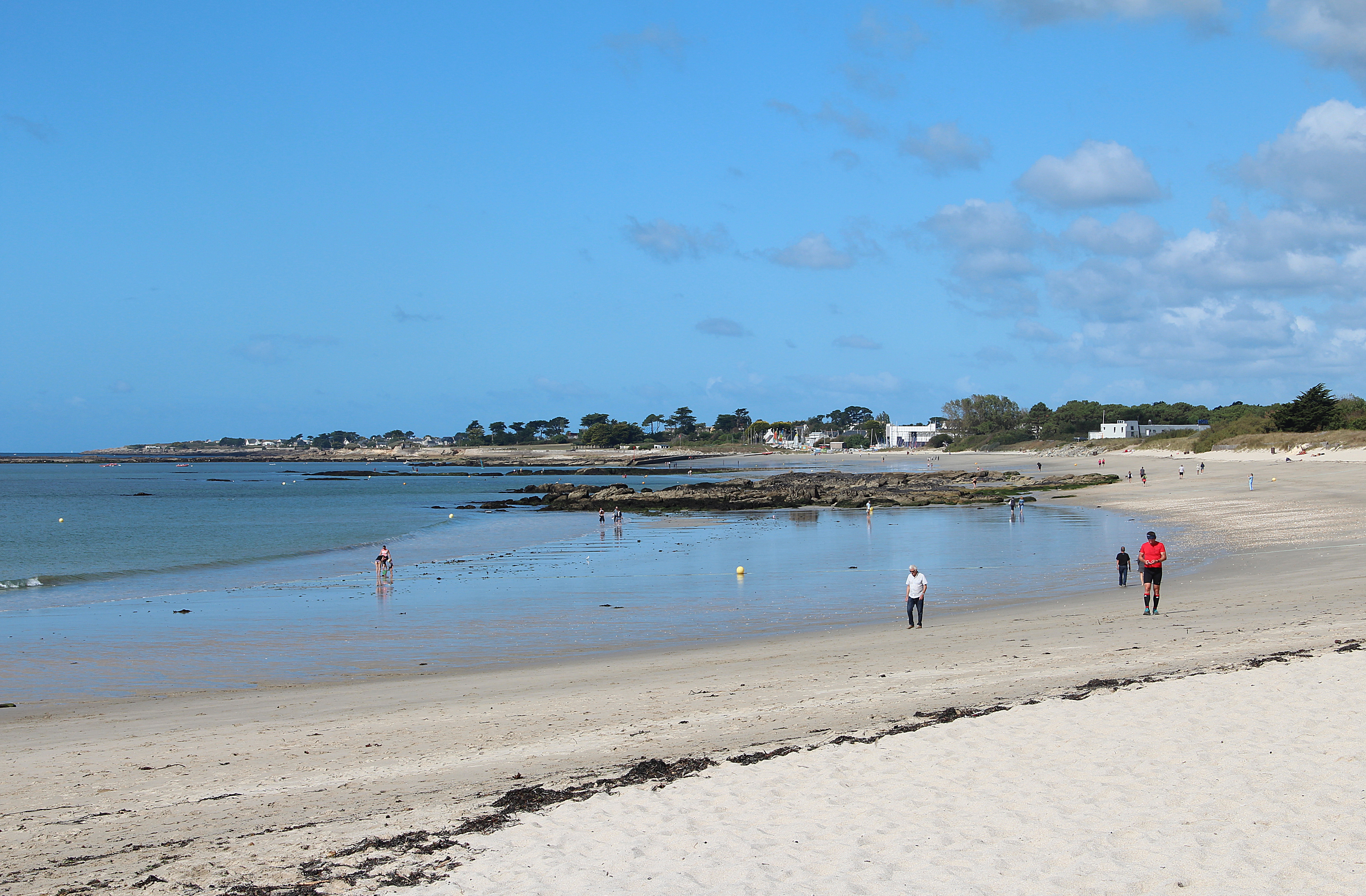
La plage de Kerguélen.
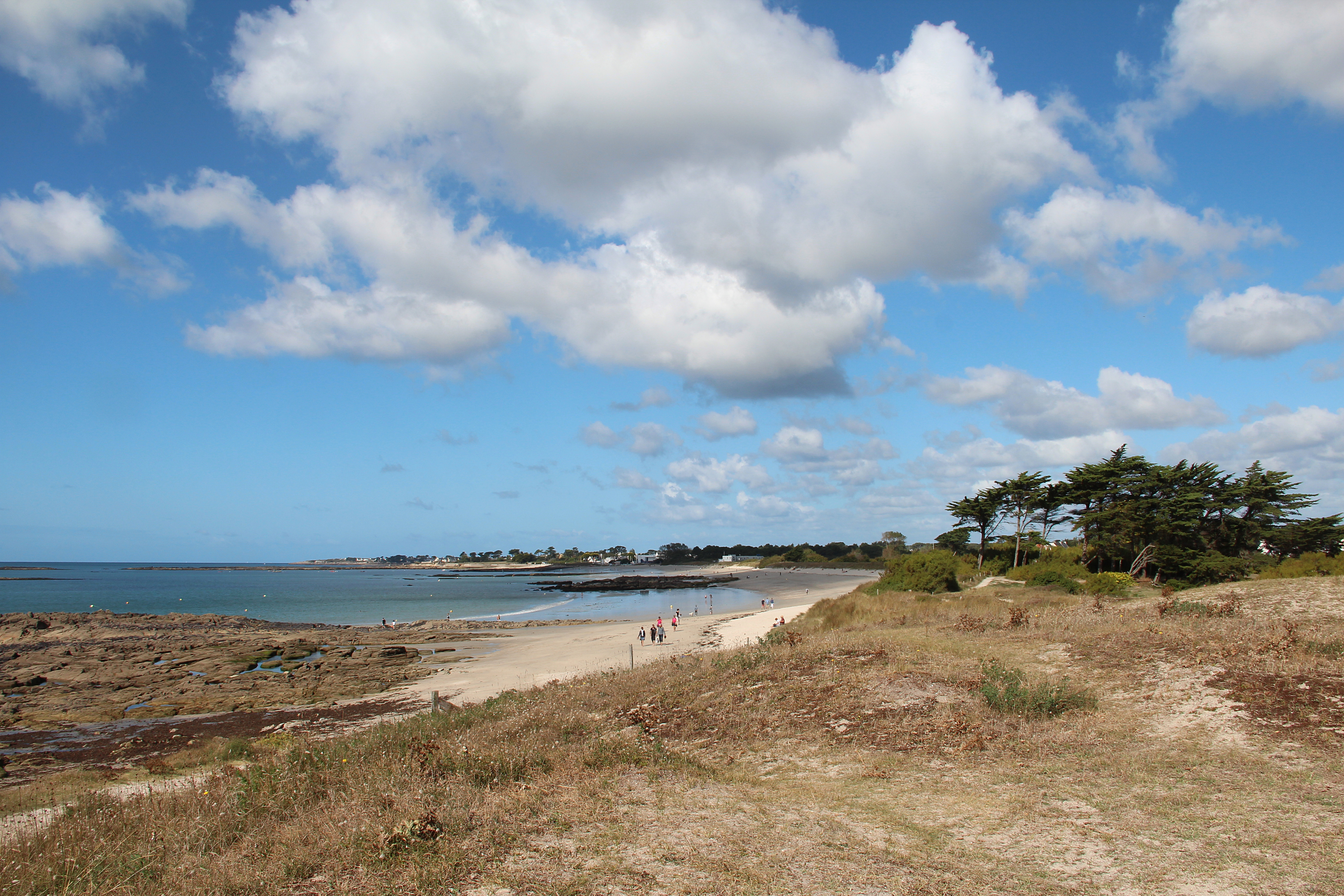
L'anse de Kerguelen et le parc océanique.
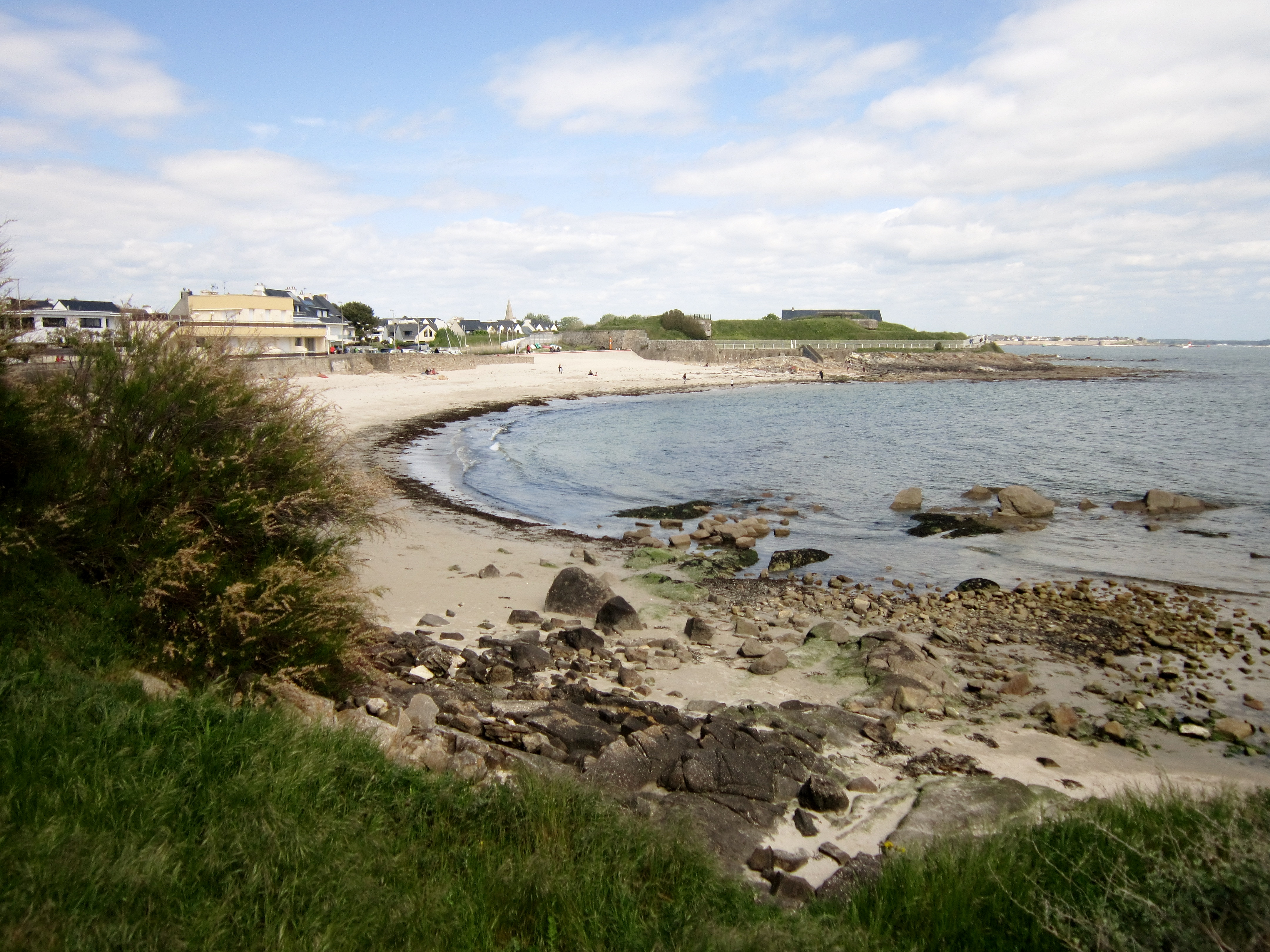
La plage de Locqueltas vue de l'ouest.
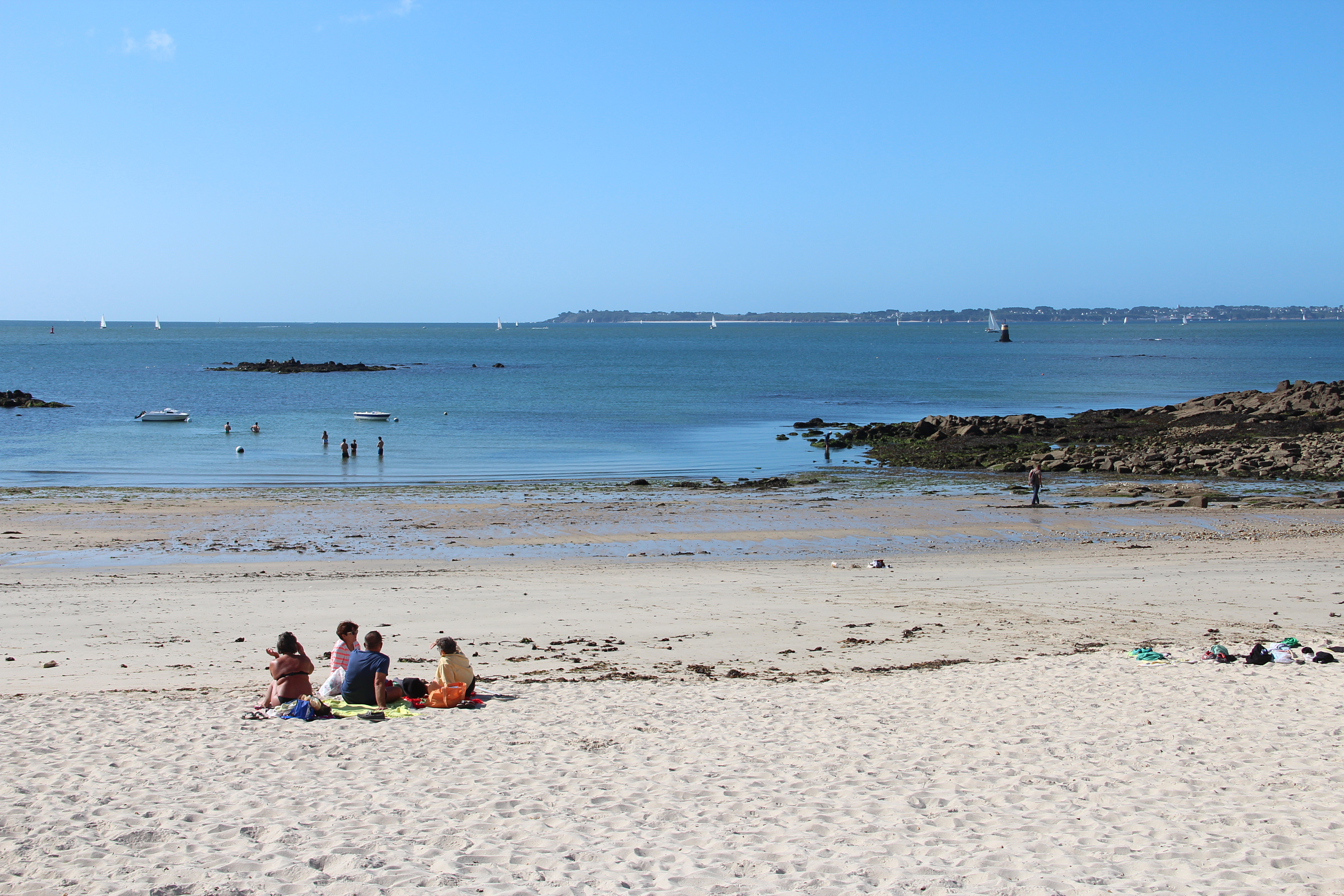
La plage de Locqueltas.
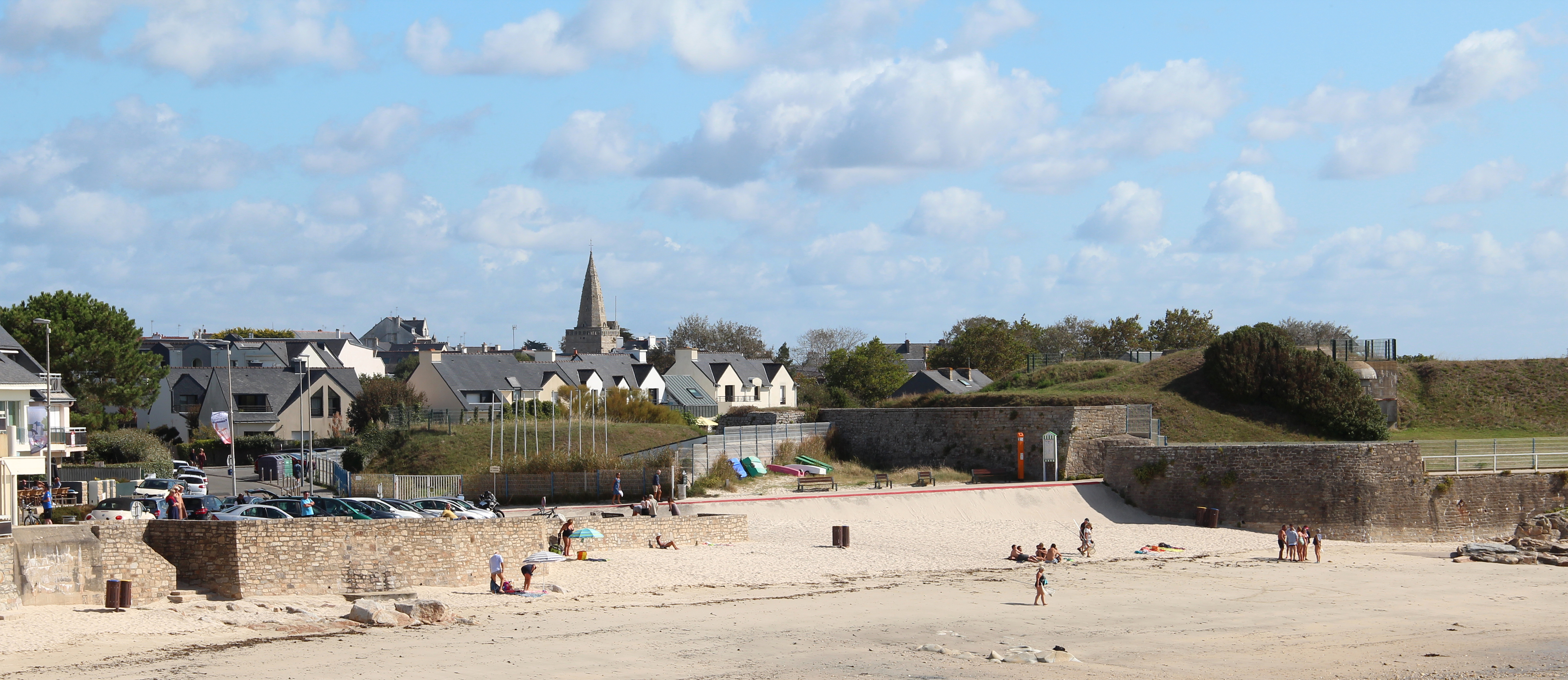
Le quartier de Locqueltas.
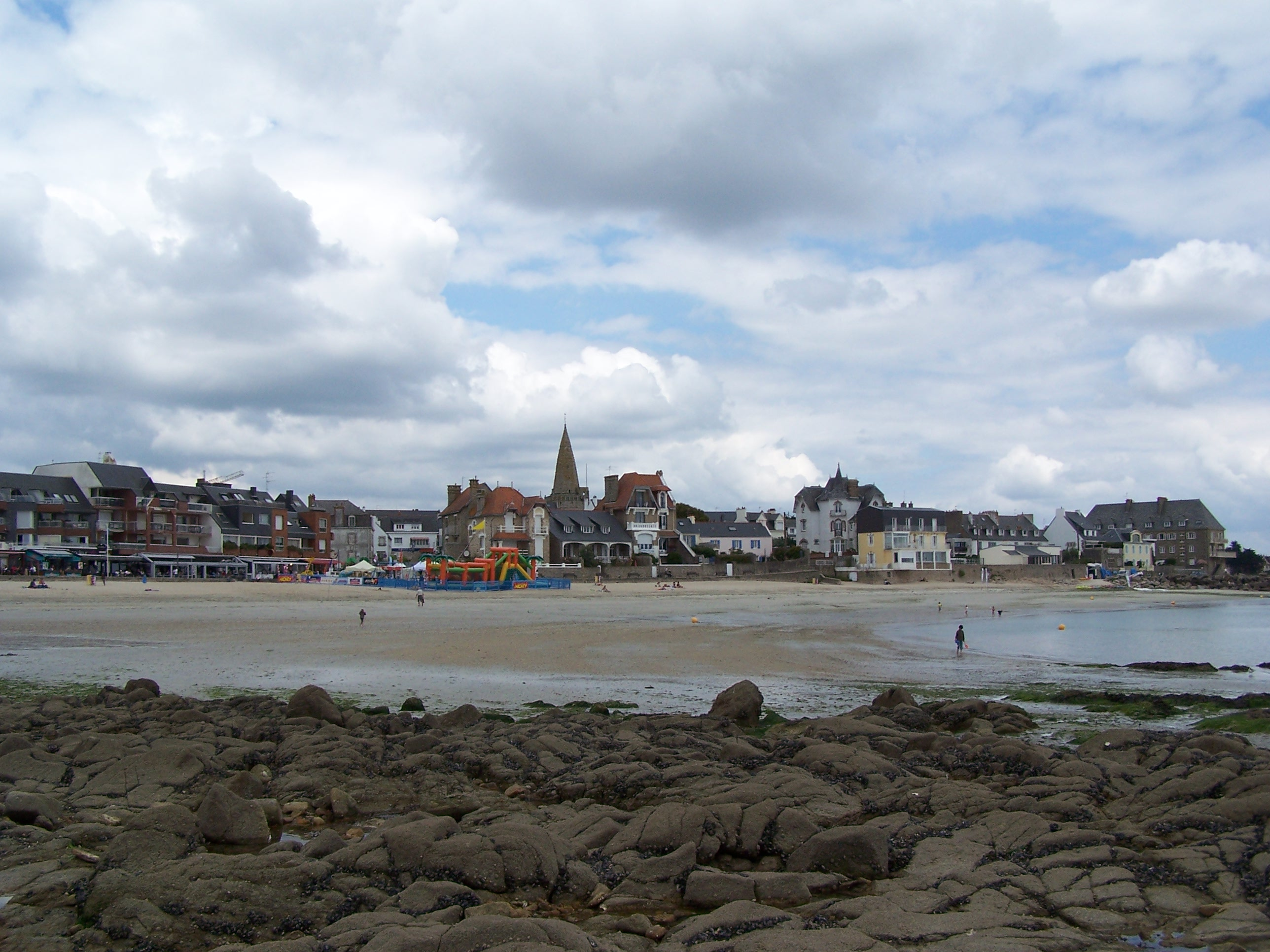
La plage de Port Maria et le front de mer du centre-ville.
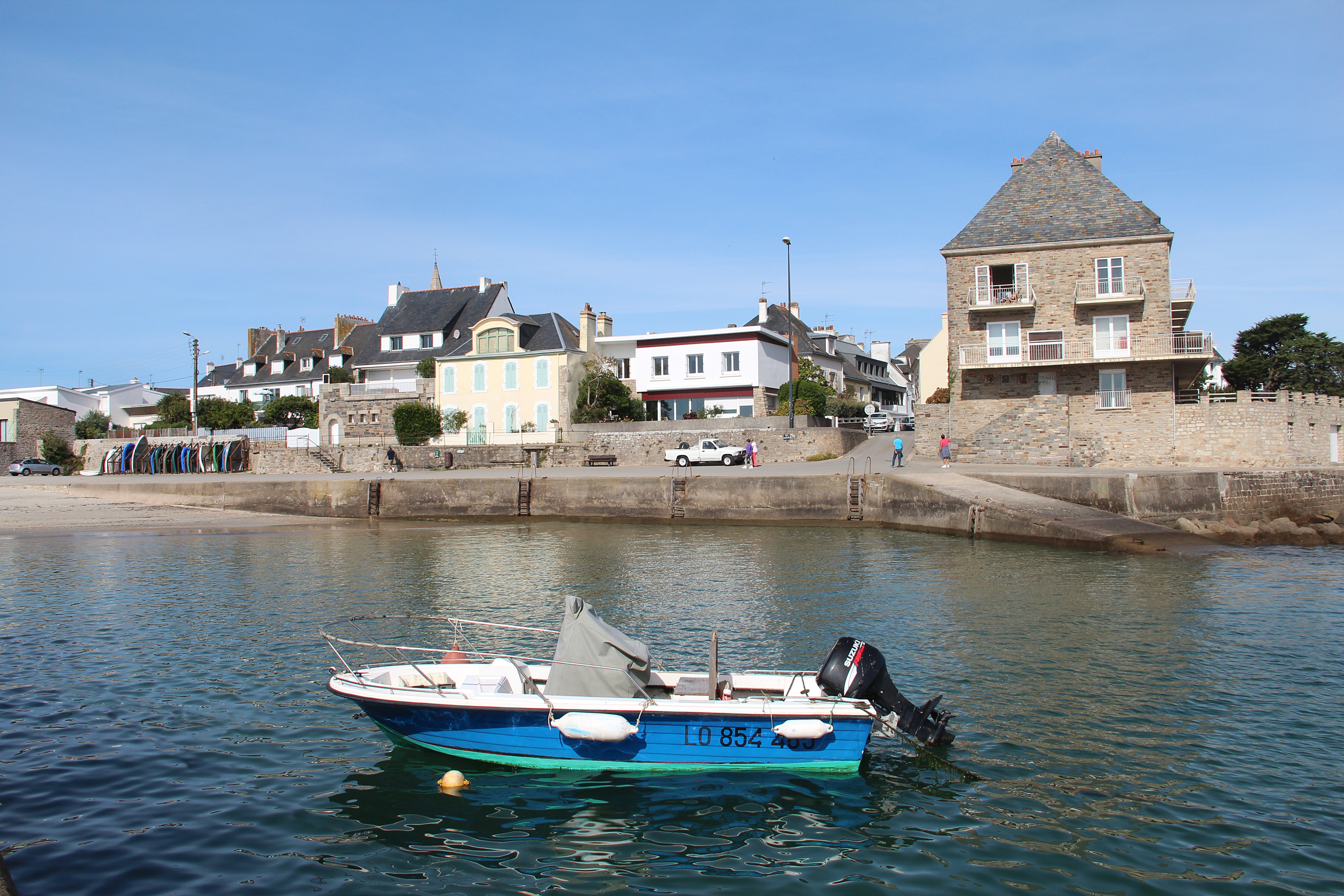
Le petit port de Toulhars : le quai de l'embarcadère.
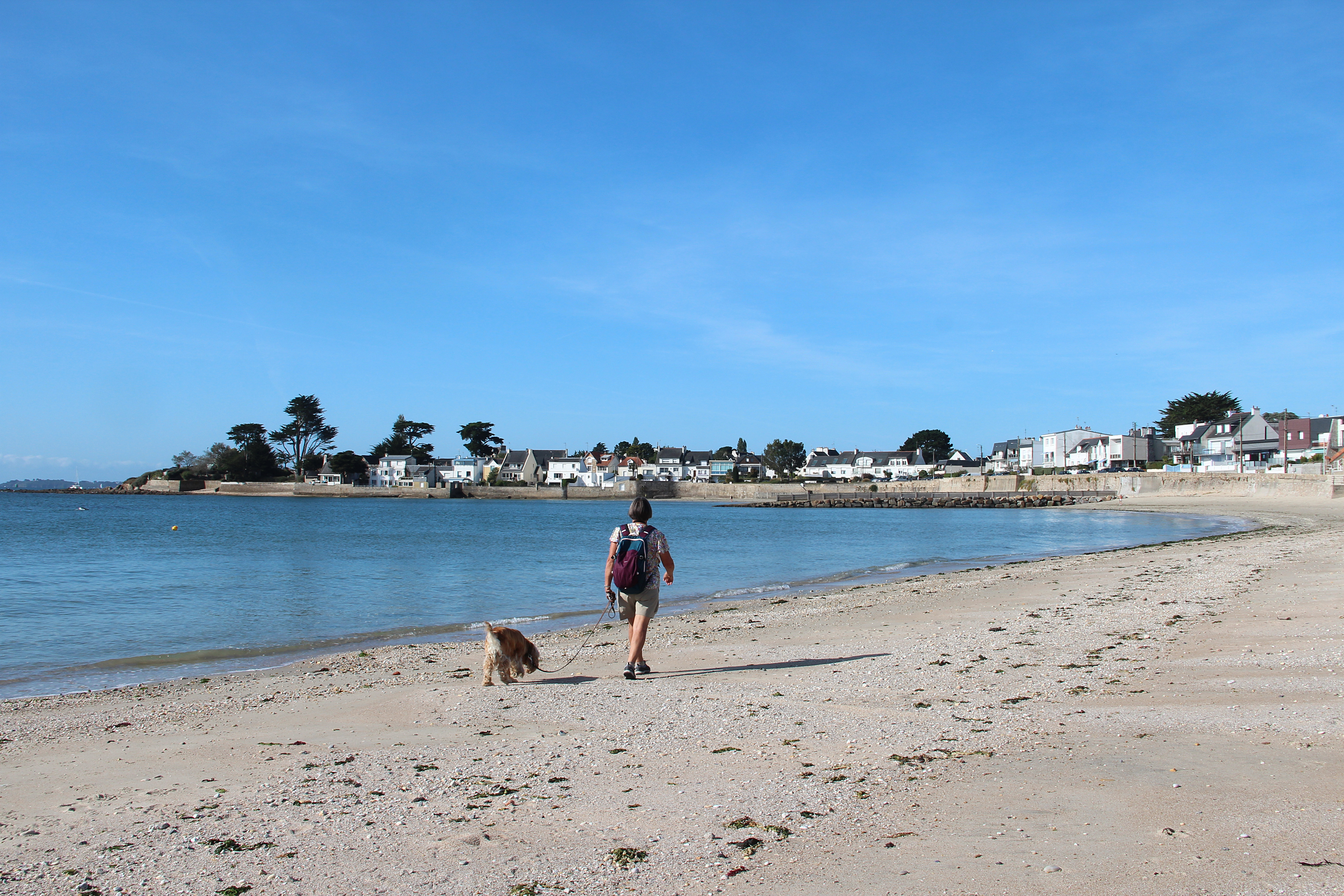
La plage de la Nourriguel.

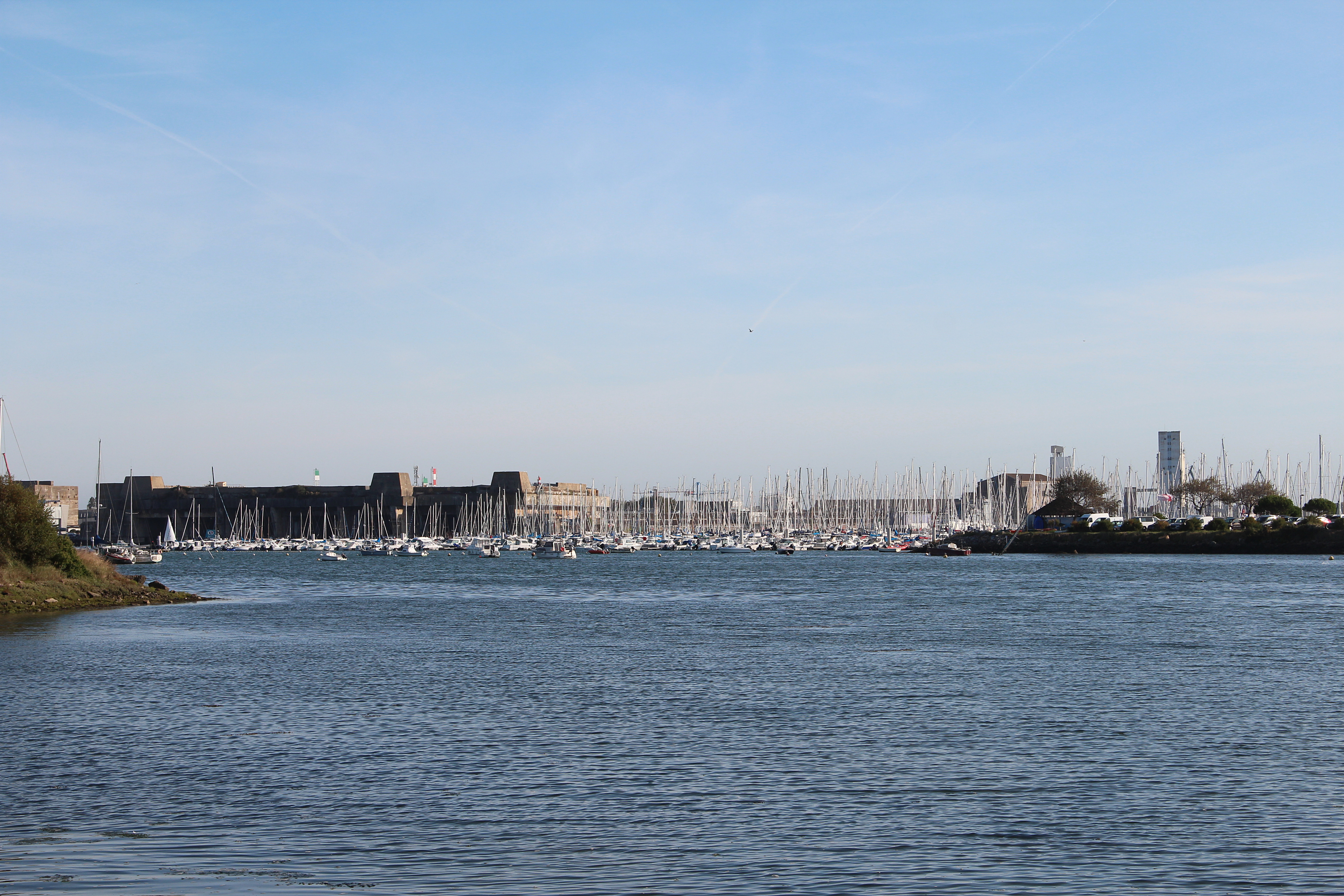
L'anse de Zanflamme, le port de Kernével (à Larmor-Plage) et la base de sous-marins de Keroman (à Lorient).
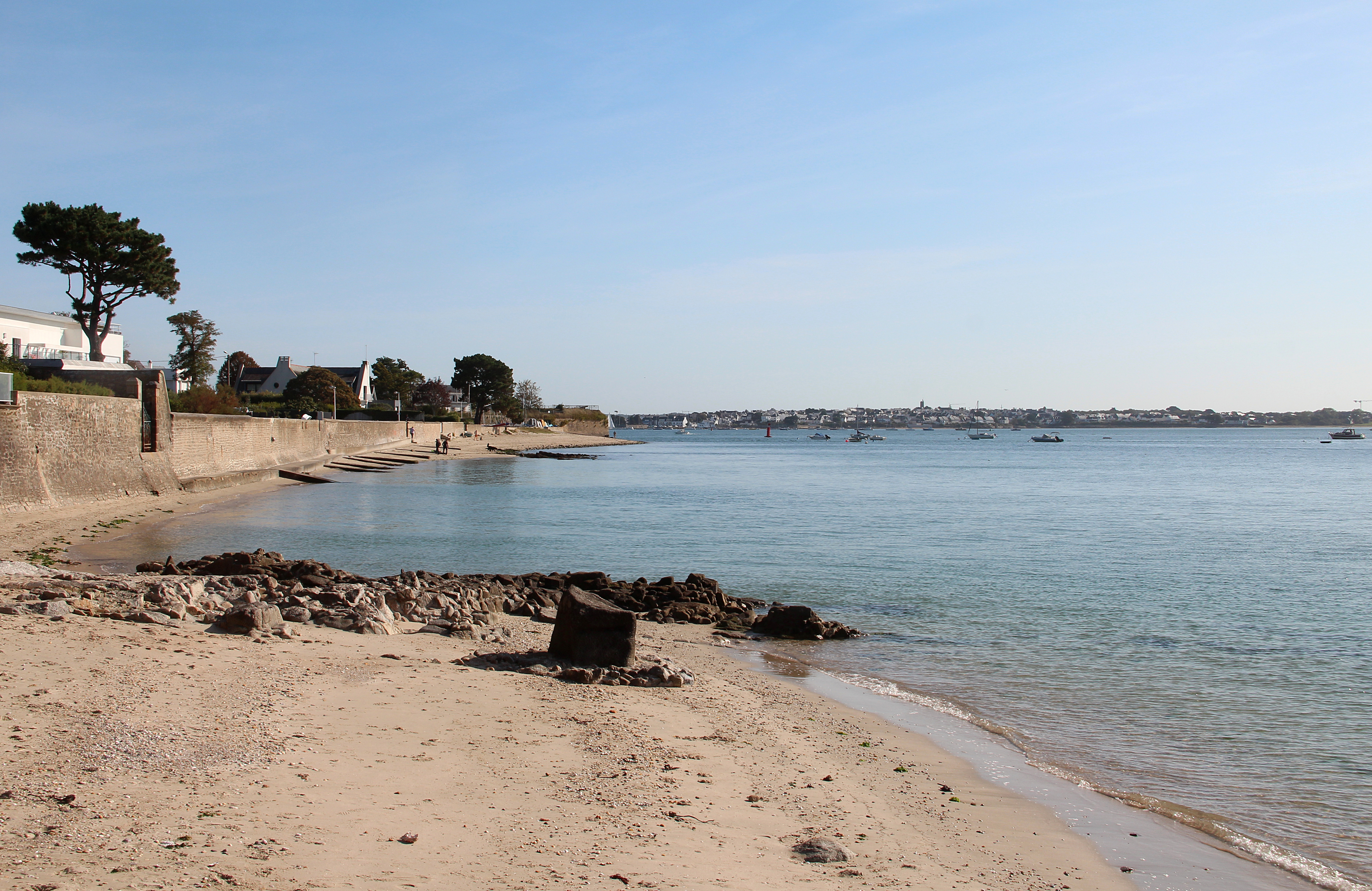
Le quai de l'Embarcadère à Port-Larmor.

### Hydrographie
Pour un article plus général, voir Réseau hydrographique du Morbihan.
La commune est située dans le bassin Loire-Bretagne. Elle est drainée par le Ter et divers autres petits cours d'eau,.
Le Ter, d'une longueur de 10 km, prend sa source dans la commune de Quéven et se jette  dans la rade de Lorient sur la commune et de Lorient, après avoir traversé quatre communes. 

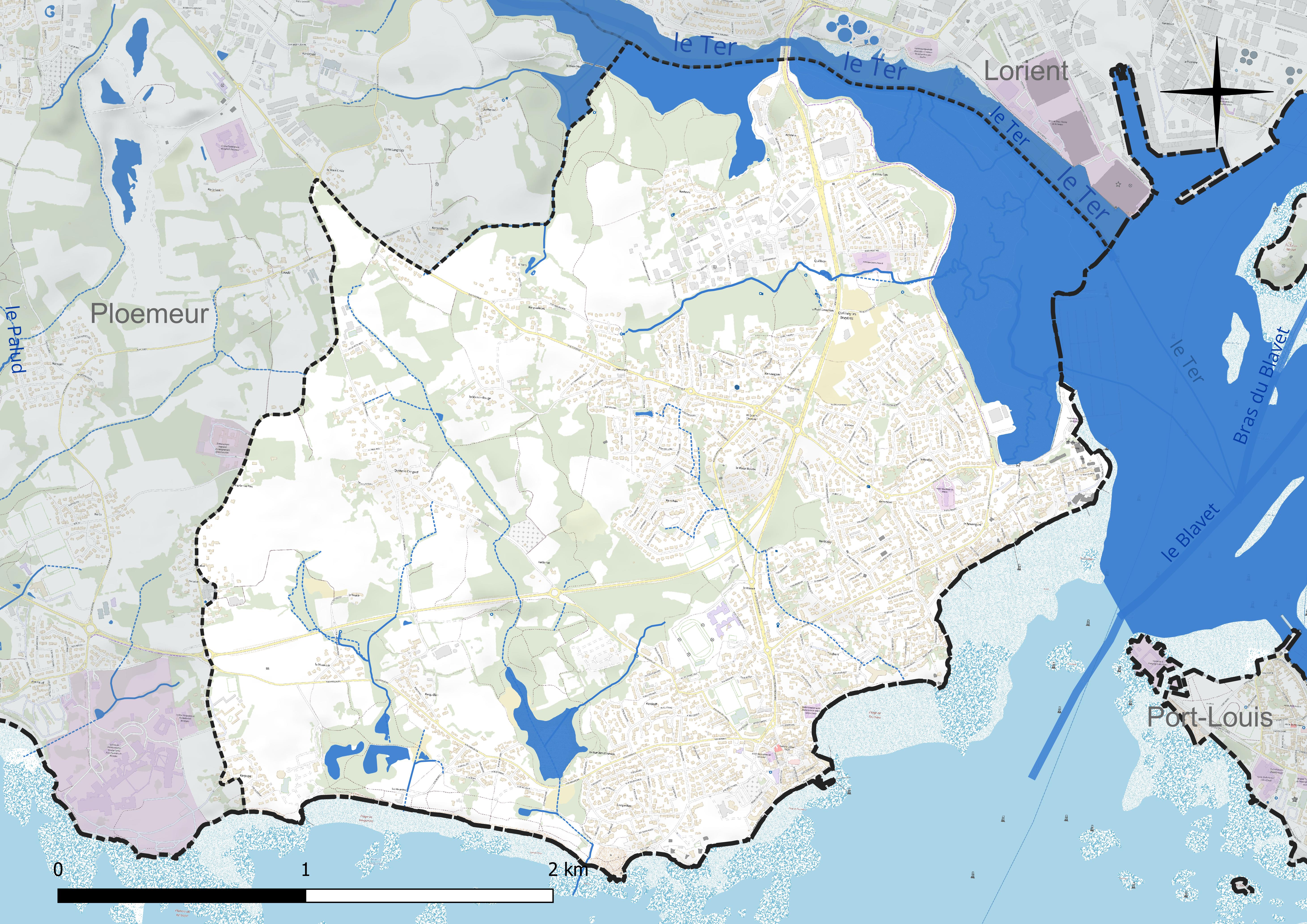
Réseau hydrographique de Larmor-Plage.

Deux plans d'eau complètent le réseau hydrographique : les étangs du Ter, d'une superficie totale de 47,7 ha (12,46 ha sur la commune) et l'étang de Kermélo, d'une superficie totale de 30,3 ha (12,46 ha sur la commune),.

### Climat
Pour des articles plus généraux, voir Climat de la Bretagne et Climat du Morbihan.
En 2010, le climat de la commune est de type climat océanique franc, selon une étude du CNRS s'appuyant sur une série de données couvrant la période 1971-2000. En 2020, Météo-France publie une typologie des climats de la France métropolitaine dans laquelle la commune est exposée à un climat océanique et est dans la région climatique  Bretagne orientale et méridionale, Pays nantais, Vendée, caractérisée par une faible pluviométrie en été et une bonne insolation. Parallèlement l'observatoire de l'environnement en Bretagne publie en 2020 un zonage climatique de la région Bretagne, s'appuyant sur des données de Météo-France de 2009. La commune est, selon ce zonage, dans la zone « Littoral doux », exposée à un climat venté avec des étés cléments.  
Pour la période 1971-2000, la température annuelle moyenne est de 12,1 °C, avec une amplitude thermique annuelle de 11,1 °C. Le cumul annuel moyen de précipitations est de 873 mm, avec 14 jours de précipitations en janvier et 6,7 jours en juillet. Pour la période 1991-2020, la température moyenne annuelle observée sur la station météorologique la plus proche, située sur la commune de Quéven à 9 km à vol d'oiseau, est de 12,2 °C et le cumul annuel moyen de précipitations est de 943,3 mm,. Pour l'avenir, les paramètres climatiques de la commune estimés pour 2050 selon différents scénarios d’émission de gaz à effet de serre sont consultables sur un site dédié publié par Météo-France en novembre 2022.

## Urbanisme

### Typologie
Au 1er janvier 2024, Larmor-Plage est catégorisée ceinture urbaine, selon la nouvelle grille communale de densité à sept niveaux définie par l'Insee en 2022.
Elle appartient à l'unité urbaine de Lorient, une agglomération intra-départementale regroupant six  communes, dont elle est une commune de la banlieue,,. Par ailleurs la commune fait partie de l'aire d'attraction de Lorient, dont elle est une commune de la couronne,. Cette aire, qui regroupe 31 communes, est catégorisée dans les aires de 200 000 à moins de 700 000 habitants,.
La commune, bordée par l'océan Atlantique, est également une commune littorale au sens de la loi du 3 janvier 1986, dite loi littoral. Des dispositions spécifiques d’urbanisme s’y appliquent dès lors afin de préserver les espaces naturels, les sites, les paysages et l’équilibre écologique du littoral, tel le principe d'inconstructibilité, en dehors des espaces urbanisés, sur la bande littorale des 100 mètres, ou plus si le plan local d’urbanisme le prévoit.

### Occupation des sols

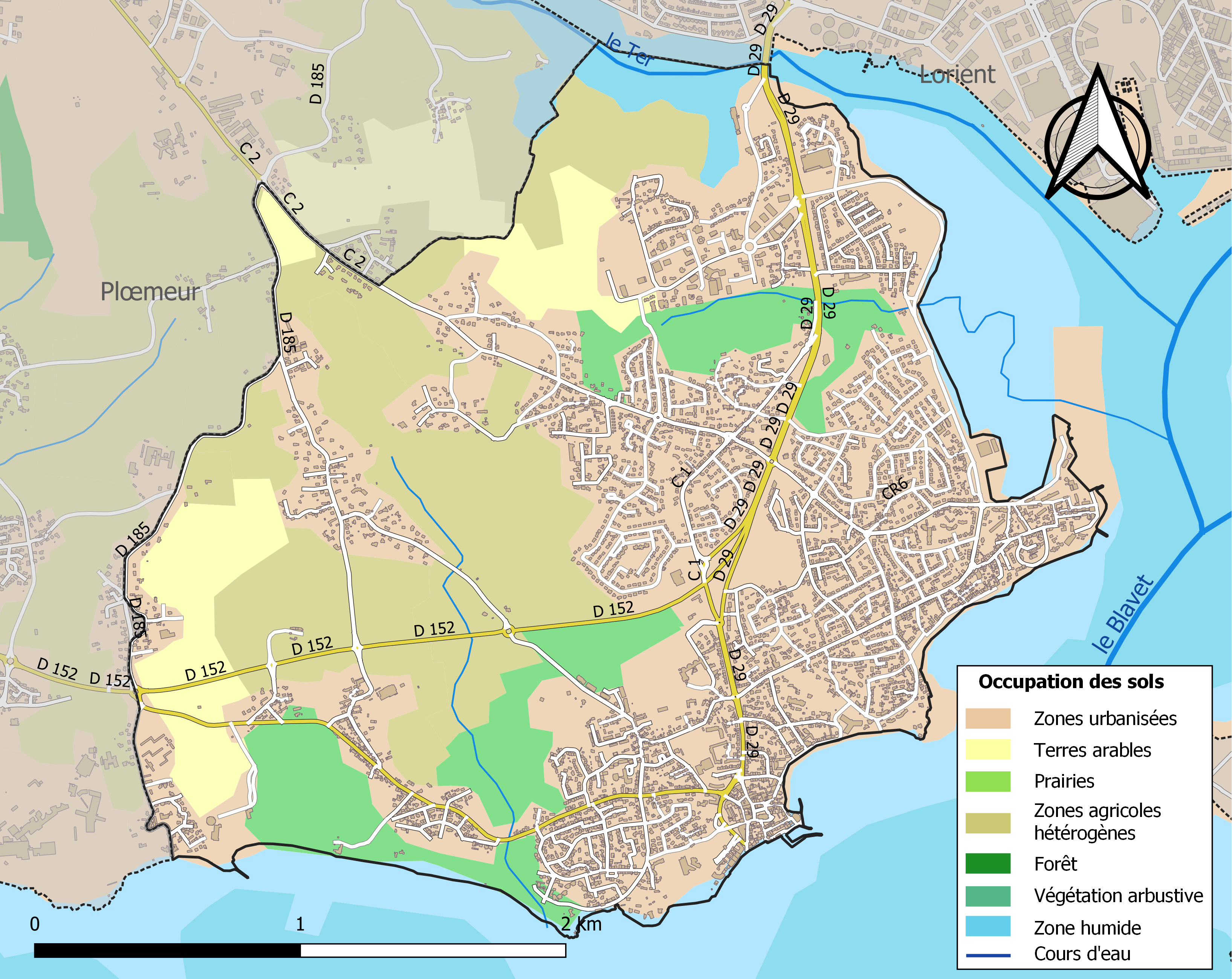
Carte des infrastructures et de l'occupation des sols de la commune en 2018 (CLC).

Le tableau ci-dessous présente l'occupation des sols de la commune en 2018, telle qu'elle ressort de la base de données européenne d’occupation biophysique des sols Corine Land Cover (CLC).
| Type d’occupation                                                                   | Pourcentage | Superficie (en hectares) |
| ----------------------------------------------------------------------------------- | ----------- | ------------------------ |
| Tissu urbain discontinu                                                             | 52,9 %      | 444                      |
| Terres arables hors périmètres d'irrigation                                         | 6,7 %       | 56                       |
| Systèmes culturaux et parcellaires complexes                                        | 8,0 %       | 67                       |
| Surfaces essentiellement agricoles interrompues par des espaces naturels importants | 11,9 %      | 100                      |
| Landes et broussailles                                                              | 9,7 %       | 81                       |
| Zones intertidales                                                                  | 7,9 %       | 66                       |
| Estuaires                                                                           | 3,0 %       | 25                       |
| Source : Corine Land Cover                                                          |             |                          |

## Histoire

### Préhistoire et Antiquité

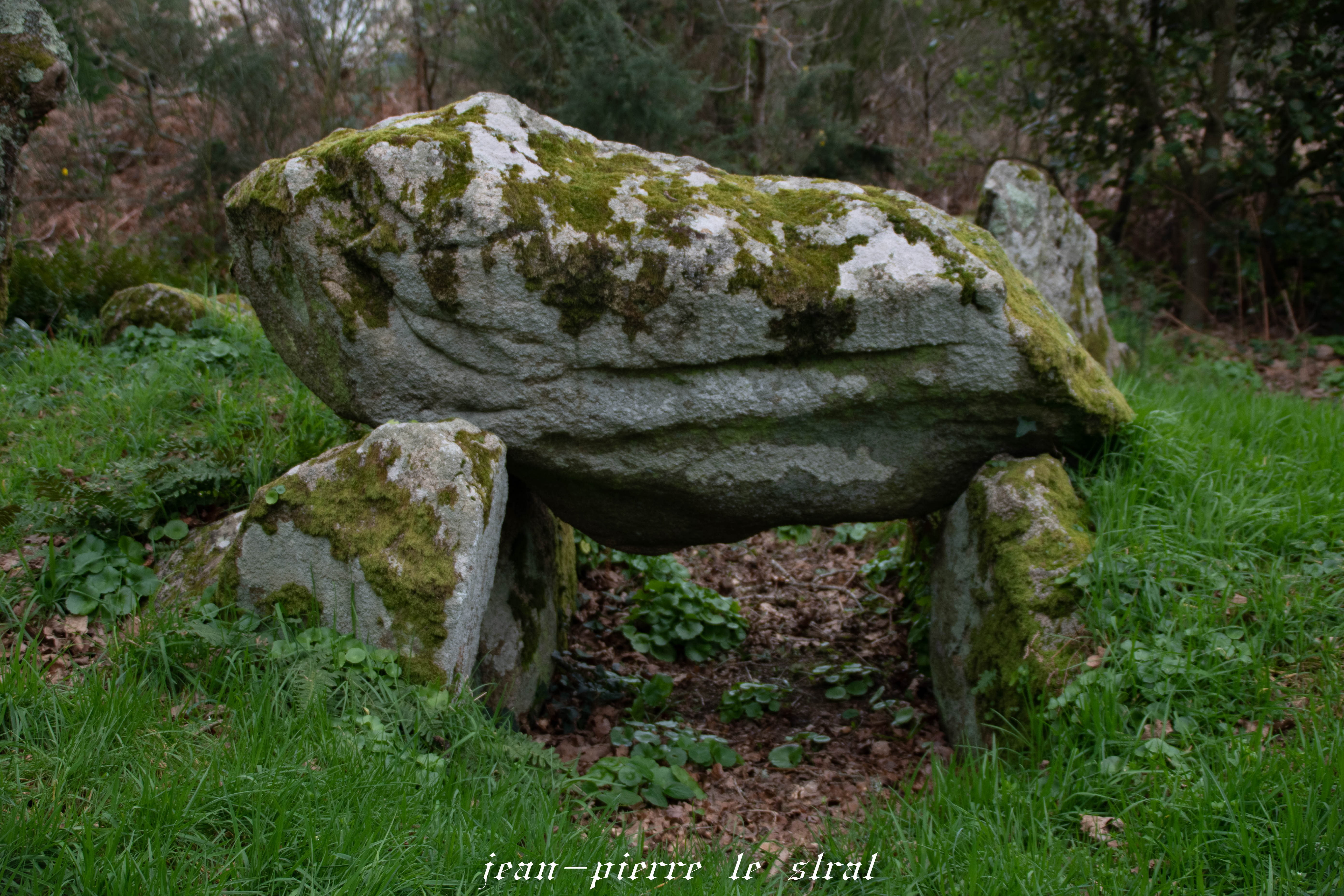
Le dolmen de Kerguélen.

Bien que réduit en surface, le territoire de Larmor contient des sites permettant de confirmer la présence de groupes d'hommes à différentes époques. Les restes d'un dolmen sur le site de Kerguélen (seule une dalle de couverture est encore en place, les autres gisent à proximité), et d'autres traces sur le littoral, font remonter sa présence au néolithique, des fouilles effectuées à Quehello-Congard attestent d'une implantation gallo-romaine.

### Moyen Âge
La tradition fait remonter au VIe siècle la construction d'une chapelle, par Gildas dit le Sage, sur le site de l'actuelle église Notre-Dame. Au IXe siècle elle est détruite par des Vikings installés, sans doute entre 820 et 940, dans un camp fortifié à Locqueltas. Sa reconstruction a peut-être eu lieu pendant le règne réparateur du duc Geoffroi Ier (992-1008). De cette époque « de légendes » rien n'est certain, les textes relatant ces faits étant postérieurs, néanmoins la paroisse de Plœmeur, dont dépend la chapelle, est ancienne comme l'indique son nom de Plœmeur ou Plou Meur ("Grande paroisse"), utilisant le toponyme plou-, indice d'une implantation bretonne précoce.

### Époque moderne
Les tempêtes et un incendie en 1502 provoquèrent la destruction de la chapelle. L’église actuelle porte une inscription situant le début de sa construction en 1506, et c'est en 1615 que fut édifiée le Clocher-tour : la coutume voulait que les cloches répondent aux trois coups de canons émis par les navires de guerre sur le départ. On hissait alors les couleurs nationales d’où la devise inscrite sur l’ancien blason de la commune : « Bon vent à qui me salue ».

### LeXIXesiècle

#### Le pardon des Coureaux de Groix

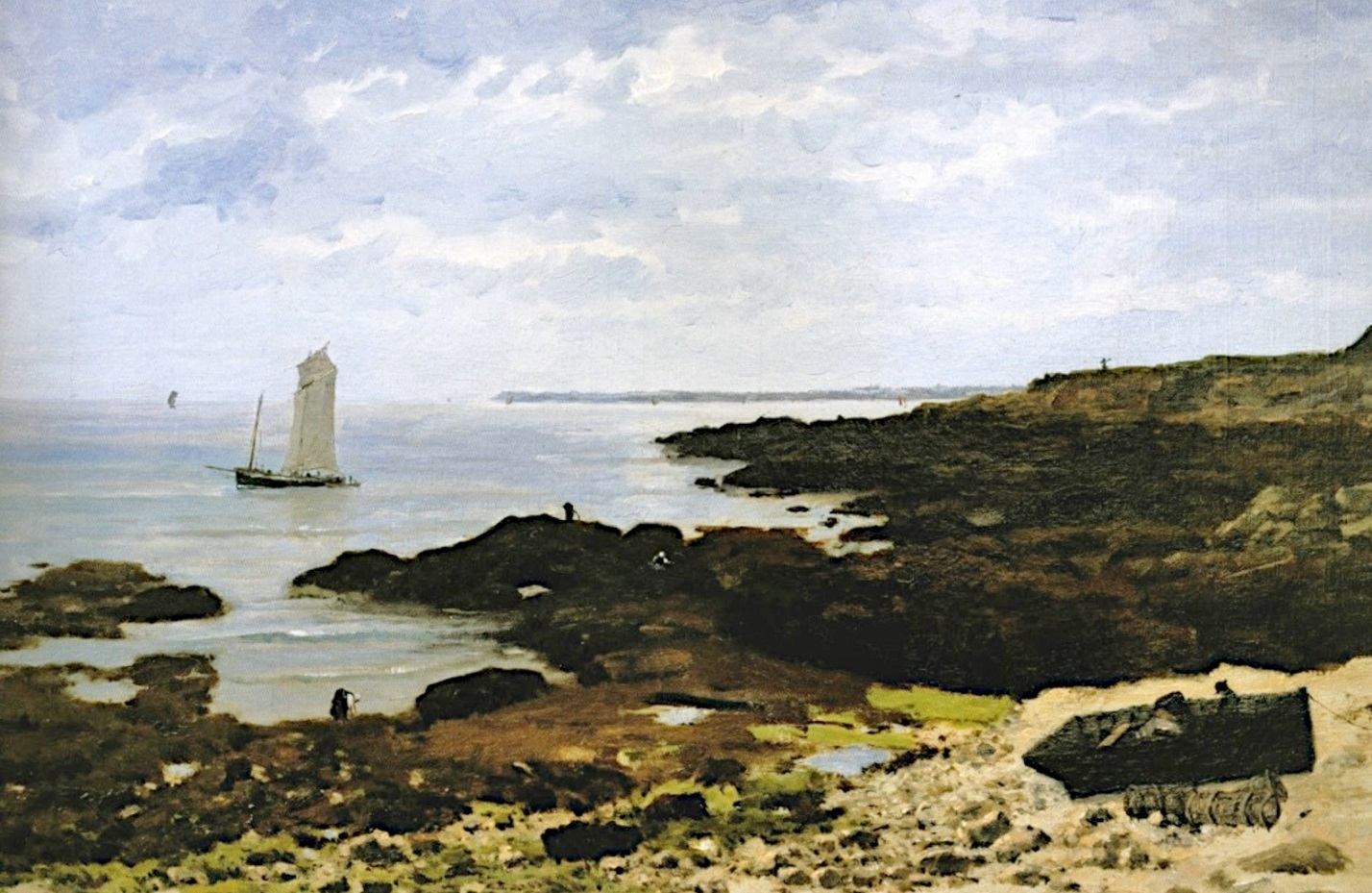
Élodie La Villette : Larmor-Plage (1879).

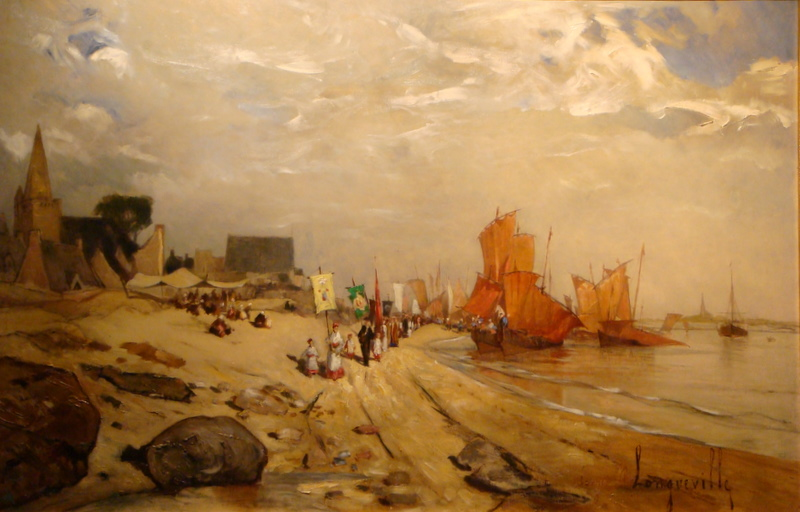
Charles Longueville : Procession des Coureaux à Larmor vers 1890.

A. Mahé de la Bourdonnais décrit ainsi la participation de Larvor au pardon des Coureaux de Groix en 1892 :

« Le village de Larmor doit la célébrité dont il jouit depuis des siècles à la cérémonie curieuse de la bénédiction annuelle du Coureau de Groix. On appelle ainsi le chenal de dix ou douze kilomètres qui sépare l'île de Groix de la terre ferme. C'est dans le coureau que se fait la pêche à la sardine, seule industrie des habitants de l'île et des côtes voisines, et la bénédiction du coureau a pour but que la pêche soit abondante. Cette cérémonie a lieu chaque année le 24 juin, jour de la Saint-Jean. Dès le matin, le village de Larmor se remplit d'une foule de paysans et de pêcheurs des environs, ainsi que d'un grand nombre d'habitants de Lorient. Bientôt le clergé de Plomeur [Ploemeur], croix et bannières en tête, sort de la chapelle de Larmor, se rend processionnellement au rivage et prend place dans une embarcation pavoisée. Un grand nombre de chaloupes et de péniches aussi pavoisées, montées par des pêcheurs auxquels se mêlent des curieux, entourent l'embarcation et l'accompagnent jusqu'au milieu du courant où se rendent directement de leur côté avec les flottilles qui leur font escorte et aux chants des litanies et des cantiques bretons, le clergé de Port-Louis, partant de Loc-Malo, et celui de Riantec, partant de Gavre. Après une traversée plus ou moins longue, selon que le vent est propice ou contraire, selon que la mer est calme ou tourmentée, les cortèges s'arrêtent pour attendre la procession de l'île de Groix, si elle n'est déjà arrivée au rendez-vous. Lorsque ces processions flottantes sont réunies, les quatre croix paroissiales s'inclinent l'une vers l'autre et s'embrassent, les quatre clergés passent sur un caboteur de Groix et un signal de reconnaissance, sur lequel est écrit "Bretagne", est hissé au grand mât. À ce signal, le garde-pêche du Port-Louis fait tonner son artillerie et continue sa salve pendant la bénédiction donnée chaque année, alternativement, par le curé de l'une des quatre paroisses, debout sur le pont de la chaloupe. »

La tradition de la bénédiction des Coureaux de Groix, dirigée par le clergé local, perdure entre les deux Guerres mondiales : le journal L'Ouest-Éclair la décrit par exemple en 1926, écrivant : « La tradition n'en a pas moins continué et le clergé des paroisses côtières, celui de Larmor-Plage notamment, (...) bénit solennellement les flots pour que le temps soit favorable aux gens de mer et pour que la pêche soit bonne, mais cette émouvante cérémonie a encore un but plus élevé. Alors que le bateau transportant les officiants s'immobilise au milieu de la mer, éclate sur les flots le chant des Trépassés, le grave De profundis, pendant que se tournant vers les quatre points cardinaux, d'un geste large, le prêtre asperge les flots (...) qui sont aussi, hélas, trop souvent, le tombeau de nos vaillants pêcheurs bretons ».

#### Les premières villas
Des villas comme celles de Kerozen (1850), Margaret (1896) et Kerlilon (1899), en bordure de la plage de Kernével, symbolisent la réussite économique des armateurs de la pêche à la sardine pendant la deuxième moitié du XIXe siècle.

### LeXXesiècle

#### Larmor au début duXXesiècle

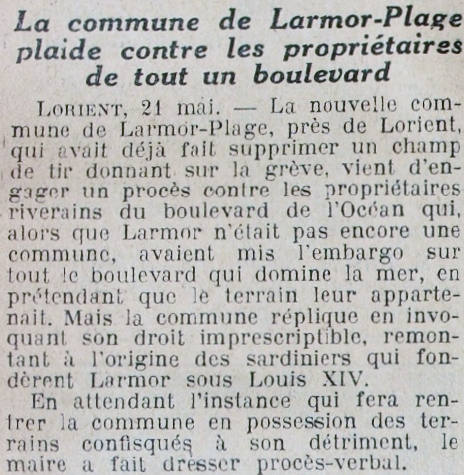
Plainte du maire de la commune de Larmor-Plage contre les riverains du boulevard de l'Océan qui se sont indûment appropriés des terrains en bord de mer (Journal Excelsior du 22 mai 1928).

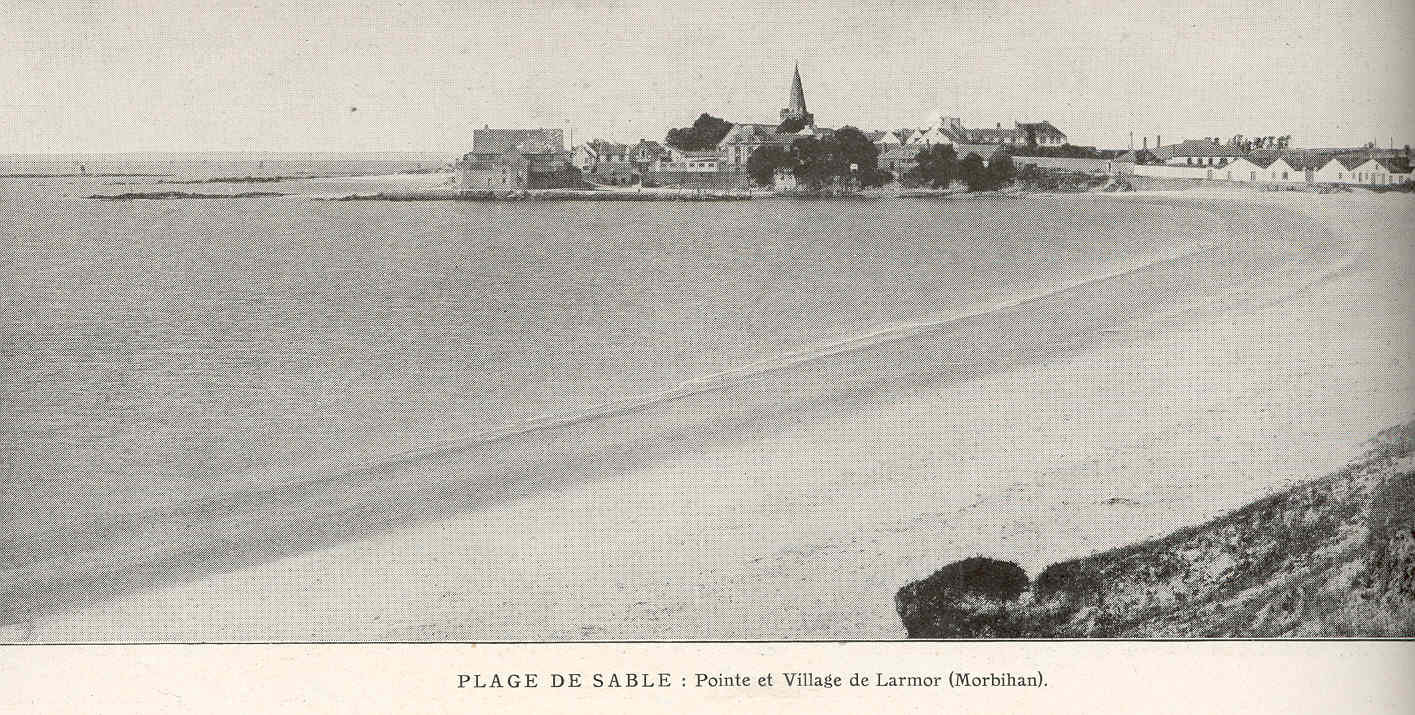
Georges Clerc-Rampal : La pointe et le village de Larmor (en 1913).

Comment se présentait Larmor à cette époque ? Administrativement, Larmor, n'étant pas commune, avait une section composée de 4 élus au conseil municipal de Ploemeur. Bien avant 1900, ces représentants étaient Monsieur Jouanno, instituteur, il conserva cette fonction jusque vers 1900, les autres, Messieurs Puren, Le Bras et Lestrehan. Ploemeur,  commune mère se désintéressait de Larmor et de nombreux abus furent commis. On se partageait les communs entre amis plus ou moins influents, au cours d'une cotriade; chacun s'appropriait au gré de ses intérêts une parcelle convoitée, acquittait les contributions foncières durant 30 ans et devenait ainsi le légitime propriétaire. En 1928, le maire de la commune à peine devenue indépendante intenta un procès contre les propriétaires riverains du Boulevard de l'Océan pour entraves à la circulation publique, arguant d'« un droit imprescriptible remontant aux sardiniers qui fondèrent Larmor à l'époque de Louis XIV » ; cette procédure entraîna des incidents, notamment entre un propriétaire riverain et un habitant, ainsi qu'un différend entre le procureur et le maire de la commune.
Depuis 1874, l'église avait son représentant, rattaché au clergé de Ploemeur, mais logeant sur place dans un presbytère où se faisait l'école. En 1888 intervint la construction de l'école publique. Elle avait alors 3 classes, 2 de garçons et 1 de filles. En 1912, un début de sécession naît part l'ordonnance diocésaine d'ériger à Larmor une cure indépendante de Ploemeur. Le premier prêtre à en prendre possession est l'abbé Jourdan.
Vers 1920, vint s'ajouter une classe de maternelle. Plus tard fut édifiée une école religieuse tenue par les sœurs.      
Une autre étape de la sécession, c'est la création en 1921 à Larmor par Louis Edelin de la Section locale de l'Union fédérale des anciens combattants, dont il restera le président plus de cinquante ans.
Larmor ne possédait qu'une agence télégraphique. C'est beaucoup plus tard qu'elle fut transformée en agence postale. Le courrier était distribué par Ploemeur, et toutes les transactions devaient passer par la commune mère. Le parcours journalier du facteur distribuant le courrier à pied : Ploemeur - Lanveur - Larmor - Lomener - Ploemeur était de 28 à 30 kilomètres.
Avant 1900 la route empierrée s'arrêtait à la plage. L'actuel boulevard des Touristes n'existait pas. Seuls, une usine à sardines, ainsi qu'un café-crêperie, tenu par la famille Fravallo, existaient. Ce n'est que beaucoup plus tard que furent édifiés les immeubles bordant le boulevard. Le Docteur Garrec construisit l'immeuble situé près du camping. À cet endroit se trouvait une mare pleine d'eau en hiver, l'été à sec.
Derrière cette mare, un poste de défense sous-marine était relié téléphoniquement à Locqueltas, poste de projecteurs et à celui de la pointe de Toulhars. Ces relations étaient souterraines et passaient d'abord sous la Place Notre-Dame et furent ensuite détournées par des constructions en pierre (dont subsistent encore des vestiges) passant devant les "rochers", puis les quais et les murs bordant actuellement les "Rafales", passant sous la cale de l'usine Le Bras pour aboutir sous la plage de Toulhars et se continuant sous le sable. Je ne parlerai pas du Fort de Locqueltas dont la mise hors service date seulement de quelques années.

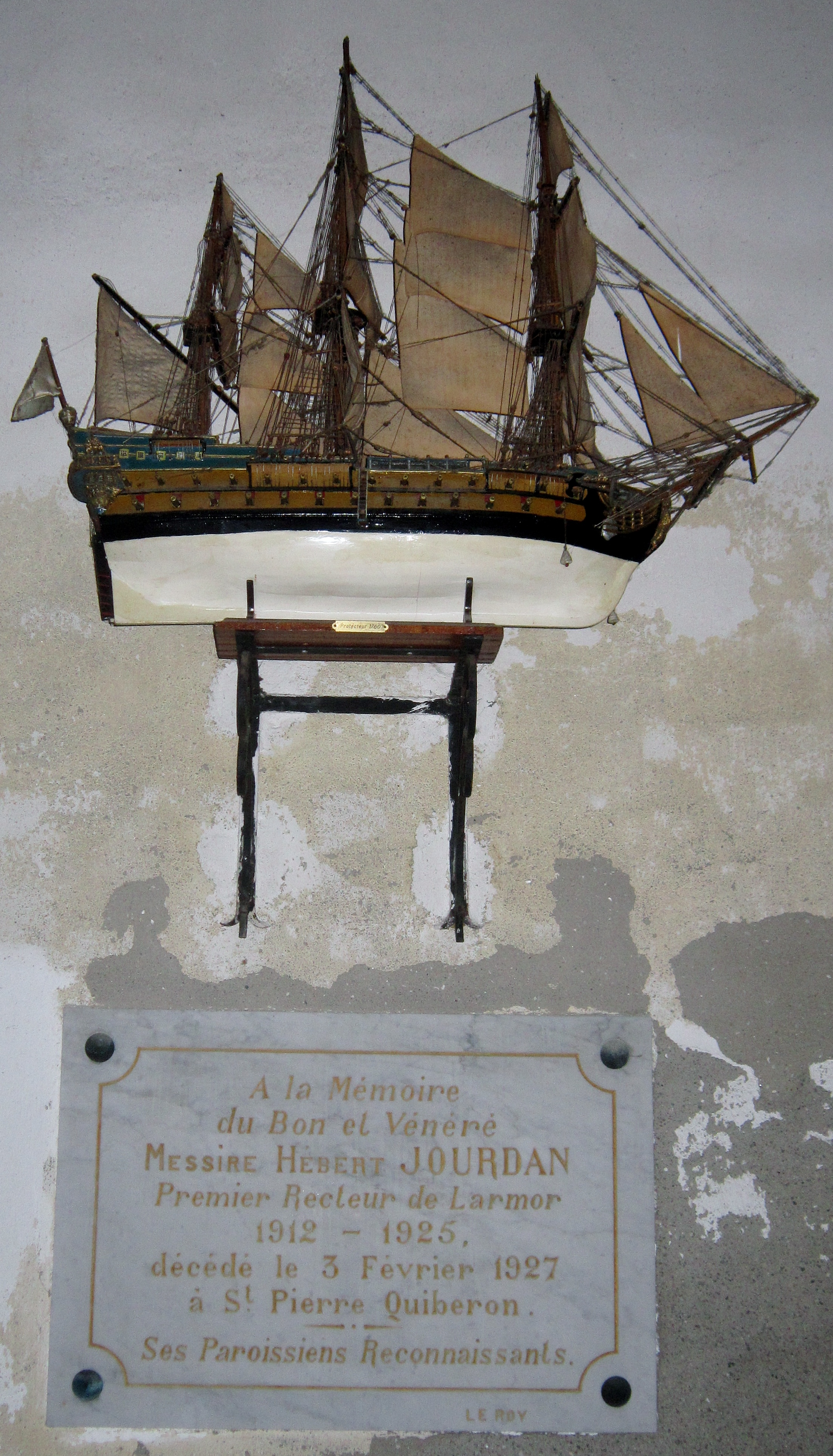
Église Notre-Dame de Larmor-Plage : ex-voto d'un trois-mâts et plaque commémorative en mémoire de l'abbé Hébert Jourdan, premier recteur de la paroisse entre 1912 et 1925

Larmor ne disposait que de deux routes carrossables, l'une reliant Lorient par le pont suspendu de Kermélo, pont à péage : un sou pour les piétons, 0,25 à 0,50 pour les voitures, l'autre reliant le Kernével à Ploemeur. Ces deux routes se croisaient au lieu-dit les "Quatre Chemins". Les différents villages étaient accessibles par des chemins ou sentiers, véritables fondrières en hiver.
Pour aller à Lomener, il n'y avait que le bord de la mer, les piétons empruntaient la plage ou le chemin des douaniers, ou encore par Ploemeur. Kerguelen, Kerpape, Le Moustoir n'étaient desservis que par des chemins de culture. Il en était de même de Keroas, Kerblaisy, Kervogam, Quehello Congard, Kernével-Larmor étaient reliés par des sentiers le long de la falaise jusqu'à Toulhars, et la plage de Toulhars ensuite - sur le sable. Puis sous la municipalité Le Coupanec, la route Le Méné-Kerderf fut ouverte pour y desservir les deux fermes qu'il y possédait. Quand le lotissement de Lorient Plage fut autorisé, les lotisseurs eurent l'obligation de créer une route pour le desservir. Cette route allait de Kerderf à Locqueltas, puis plus tard la construction du sanatorium de Kerpape fut à l'origine du chemin qui délimite aujourd'hui la commune de Larmor depuis le croisement de la Vraie Croix jusqu'à la mer.
Les relations avec Lorient se faisaient par la Société des Vapeurs Port Louisiens. Plus tard un service fut organisé entre le Kernével et la Perrière où on prenait le tramway pour la ville, bien après, ce service fut prolongé jusqu'à Lorient, puis l'automobile vint et les cars.
En 1906, la revue catholique Le Correspondant déplore qu'à Larmor, de même que dans les ports voisins, on ne voit que très peu d'hommes à la messe, mais que les femmes par contre y assistent nombreuses.

#### La Première Guerre mondiale
Bien que Larmor-Plage n'était pas encore une commune indépendante lors de la Première Guerre mondiale, le monument aux morts commémore les noms de 65 marins et soldats originaires de Larmor-Plage morts pour la France pendant celle-ci ; parmi eux neuf au moins sont des marins disparus ou morts en mer ; Jean Le Calvar, quartier-maître fusilier, fut tué à l'ennemi le 17 décembre 1914 à Steenstrate (Belgique), etc..

#### La séparation avec Ploemeur en 1925
La séparation débuta dans les années 1920. On y trouvait les éléments propices à cet état d'indépendance. Il y avait une chapelle, érigée en paroisse dès 1912 par le diocèse, un cimetière, une école de plusieurs classes, une place publique, l'éloignement de Ploemeur pour les démarches administratives, le désintéressement des élus de Ploemeur. Tous ces points concordèrent pour la séparation. Le conseil municipal de Ploemeur, dans sa réunion du 3 février 1924, proposa au Ministre de l'Intérieur, le nom de Larmor-Plage pour la nouvelle commune. D'autres noms furent avancés Larmor-sur-Mer, Larmor Kervaugam, mais Larmor-Plage fut retenu pour ne pas confondre la nouvelle commune avec celle de Larmor-Baden près de Vannes. 
Une loi du 2 avril 1925, signée par le Président de la République Gaston Doumergue et par son Ministre de l'Intérieur Camille Chautemps, parait au Journal Officiel du 4 avril 1925.
Par cette loi, Ploemeur se trouve amputée de plusieurs de ses villages: Larmor, Kernével, Le Menez, Locqueltas, une partie de Kerguelen, Kerblaisy, Keramzec, Quelisoy, Kermélo, Kerpape, Kercaves, Quehello Congard, Kervogam, Le Moustoir, Les 4 Chemins, Kergouldec, Kerhoas formant la nouvelle commune qui prend le nom de Larmor-Plage.
Cette séparation donne à Larmor-Plage 494 foyers et une population de 1 642 habitants.  
Le décret d'application de la Loi paraît le 10 avril 1925 instituant une délégation spéciale chargée de la préparation des élections municipales le 3 mai 1925.
Le Président de cette délégation était Louis Edelin, aidé d'Adolphe Coutillard et de Félix Romieux. 2 listes se présentèrent aux suffrages, la liste d’Union Républicaine et des intérêts de Larmor et la liste Socialiste. Il y avait 496 inscrits, dont 368 votèrent. La majorité était de 186.

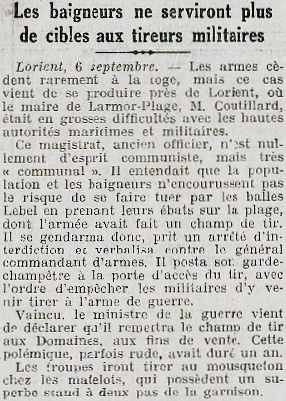
Extrait du journal L'Œuvre du 7 septembre 1927 évoquant l'action du maire contre les tirs militaires sur une plage de Larmor-Plage.

La liste d’Union Républicaine et des intérêts de Larmor fut élue tout entière et les premiers élus se nommaient:
Julien Roperch,          240 voix                     Jean Marie Kermabon,         236 voix
Louis Edelin,               237 voix                     Eugène Guillerme,                234 voix
Ulysse Rousseau       234 voix                     Jean Caignec,                         233 voix   
Jean-Louis Le Clanche,        233 voix         Jean-Louis Le Darz,                233 voix
Yves Le Page,            233 voix                     Félix Romieux,                      233 voix
Melchior Scanvic.      228 voix                     Jean-Louis Penverne,             226 voix
Yves Labasque,          226 voix                     Joseph Kerdelhué,                  220 voix        
Henri Le Picher,        222 voix                     Adolphe Coutillard,              217 voix
La liste Socialiste représentée n’eut aucun élu.
Le 5 mai 1922, le cuirassé La Dévastation s'échoue sur la plage de Toulhars. L'épave est toujours visible à marée basse.
Larmor est devenue commune indépendante en 1925, elle prend le nom de Larmor-Plage, validé par le conseil municipal le 3 février 1924, afin d’éviter la confusion avec Larmor-Baden. Petit port sardinier, il y a eu jusqu’à cinq usines de traitement de la sardine. La dernière conserverie ferme ses portes à Toulhars avant la Seconde Guerre mondiale.

#### Les autres faits de l'Entre-deux-guerres
Pendant son remorquage vers l'Allemagne où il devait être démoli (il avait été vendu à un industriel allemand), le vieux cuirassé Dévastation s'échoue le 5 mai 1922 à Larmor-Plage. L'épave, qui représente un danger pour la navigation (par exemple une vedette qui assurait avec de nombreux passagers à bord la traversée entre Larmor-Plage et Lorient la tamponna le 29 août 1931), est aujourd'hui encore visible à marée basse sur la plage de Toulhars, et est parfois utilisée pour la plongée sous-marine.
En 1924 le journal L'Ouest-Éclair évoque la nécessité de l'élargissement de la route venant de Lorient, notamment à l'entrée de Larmor, où la route, qui n'est qu'un étroit couloir entre deux maisons, « ne répond plus à l'intensité du mouvement et de la puissance des autobus ou camions automobiles » ainsi qu'à l'accroissement de la circulation automobile.
En 1927 le maire, Adolphe Coutillard, dut prendre un arrêté municipal et faire verbaliser par son garde-champêtre le général commandant la place d'armes de Lorient pour parvenir à mettre fin aux tirs à l'arme de guerre des militaires qui venaient s'entraîner sur la plage de Kercavès à Larmor au risque de blesser des baigneurs. La même année le Conseil municipal demande la suppression de la zone de servitude entourant le fort de Locqueltas, désormais déclassé.
En mars 1928 une tempête endommage le fort de Locqueltas et rase complètement « le boulevard conduisant de Larmor-Plage à ce fort, les pierres et les rochers ont été portés dans les champs d'alentour ».
En 1931 « les villégiateurs de Larmor-Plage qui, astreints désormais à une taxe de séjour (le classement en 1928 de Larmor-Plage comme "station climatique" [ touristique ] permet la mise en place d'une taxe de séjour en 1930), Larmor devenant une station touristique et balnéaire, ne peuvent jouir en paix des effluves de la mer du fait que les émanations de goémons brûlés devenaient certains jours irrespirables » protestent ; « c'étaient de ces sortes de vapeurs violettes à l'odeur âcre très prononcée qui recouvraient d'un brouillard intense qui pénétrait dans l'intérieur des maisons et humectait les vêtements de ce parfum souvent indésirable que l'on ne pouvait évite d'aucune façon. (...) Le principal foyer de brûlage était installé à proximité de la principale plage de Larmor, tout à côté du fort déclassé (...) ; le second fourneau des goémoniers était situé sur la plage de Kerpape. Les vents rabattant donc tantôt sur le sanatorium, mais le plus souvent sur les plages principales, les fumées de ces brûlages si peu appréciés ». Le maire dut prendre le 31 mars 1931 un arrêté qui, tout en maintenant l'autorisation des brûleries de goémon sur le territoire de la commune, en suspendit l'usage en juillet, août et septembre et à moins de 500 mètres des habitations.
La même année, le « Groupement des propriétaires de Larmor-Plage » se félicite de la construction de la digue en béton partant de Locqueltas, longue de 500 mètres, du déclassement du champ de tir de Kercavès, de l'assèchement de l'étang de Kerdreff et de la construction de la route touristique de Larmor-Plage à Kerpape qui est en voie d'achèvement.
Vers 1935, en plein hiver, Blanche Bouvet, épouse Louis Edelin venant chercher sa fille à l'école pour le repas de midi, constate que les enfants de la campagne faisaient chauffer leur repas sur le poêle de la classe et allaient manger dehors sous le préau. Tenant un hôtel-café-restaurant, elle permit à ces enfants de venir dans la salle du café pour déjeuner à l'abri et au chaud, hors des intempéries. Ce fut la première cantine scolaire de Larmor-Plage qui se perpétua plusieurs années.
Le 27 janvier 1936, une violente tempête, qualifiée de raz-de-marée par le journal L'Ouest-Éclair, provoqua des destructions le long du littoral morbihannais, notamment à Larmor-Plage.

#### La Seconde Guerre mondiale

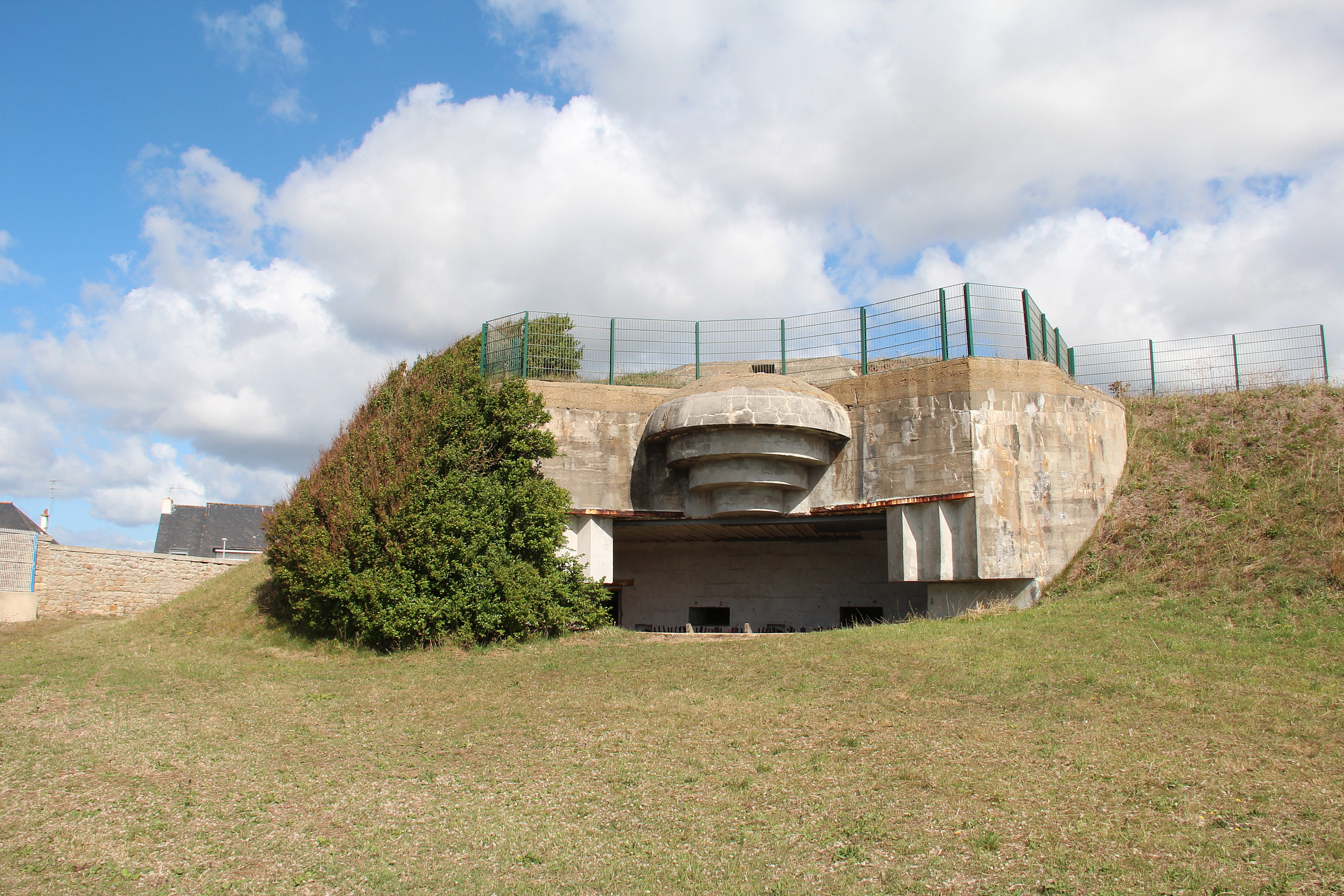
Casemate Lo 620 du fort de Locqueltas.

Le monument aux morts de Larmor-Plage porte les noms de 31 personnes mortes pour la France pendant la Seconde Guerre mondiale : parmi elles Marc Recune, second maître, disparu en mer lors du naufrage du Brazza, coulé par un U-Boot le 28 mai 1940 au large du Cap Finisterre ; Yvon Péron, quartier-maître armurier à bord du contre-torpilleur Albatros, tué à l'ennemi le 8 novembre 1942 à Casablanca (Maroc) lors de l'opération Torch ; Gilbert Fortrait, lieutenant de vaisseau, mort lors du naufrage du sous-marin Perle le 8 juillet 1944 ; Pierre Boceno, résistant, déporté au camp de concentration de Neuengamme, mort en déportation le 7 avril 1945 à Lunebourg (Allemagne}, etc..
Cinq personnes dont trois inconnues, mortes lors du naufrage du chalutier patrouilleur La Tanche qui sauta sur une mine le 19 juin 1940 à l'entrée ouest des Courreaux de Groix face à Larmor-Plage, sont inhumées dans le carré militaire du cimetière de Larmor-Plage.
Le 28 juin 1940, l'amiral Karl Dönitz choisit Lorient comme base principale des sous-marins allemands. Le 11 novembre 1940, il installe son poste de commandement dans les villas de Kernével. Depuis 1945, la villa Kerlilon est le lieu de résidence de l'amiral commandant l'arrondissement maritime de Lorient. Après la guerre, Larmor-Plage est dotée, au titre de commune sinistrée pour fait de guerre, d'un premier plan d'aménagement et de reconstruction, approuvé en juin 1949.
Louis Edelin fut élu maire de Larmor le 19 mai 1935, fonction qu'il occupa jusqu'au 17 novembre 1945. Il fut élu par 15 voix contre 1 (probablement la sienne ne voulant pas voter pour lui). Il était le 6e maire étiqueté SFIO en 1936. Mais le conflit 1939/1945 amenuisa le désir d’essor voulu pour la jeune commune. À l'issue de ce conflit, Larmor était sinistrée à près 60 % et il fallait reconstruire. Maurice Le Mercier, appuyé par Louis Edelin qui ne voulait pas se représenter, accéda au fauteuil de maire. Il démissionnera en 1948.
Le dragueur de vase Montjoie sauta sur une mine en grande rade extérieure, juste devant Larmor-Plage, le 23 août 1940 ; l'accident fit trois morts et cinq rescapés.
De nombreux vestiges des ouvrages défensifs du Mur de l'Atlantique sont visibles à Larmor-Plage, y compris certains modèles de casemates uniques. Le territoire de la commune constitue peu à peu durant la guerre une pièce majeure du réseau défensif de la base sous-marine de Lorient, avec des pièces d'artillerie côtière, des casemates et ouvrages prévus pour contrer un éventuel débarquement, mais également des bunkers de défense anti-aérienne, et divers postes de commandement, voire des casemates abritant de petites centrales électriques.
Par un arrêt rendu le 3 octobre 1945, une hôtelière de Larmor-Plage et un hôtelier de Lorient furent déclarés coupables d'indignité nationale, condamnés à la dégradation nationale à vie et à la confiscation de tous leurs biens par la chambre civique du département d'Ille-et-Vilaine, section Morbihan, pour faits de collaboration. 

#### L'après Seconde Guerre mondiale
Roger Corvez, caporal, est mort pendant la Guerre de Corée, décoré de la Croix de Guerre et de la Médaille coloniale. Sept soldats originaires de Larmor-Plage sont morts pendant la Guerre d'Indochine dont Jean Mentec, lieutenant au 3e régiment étranger de parachutistes, mort le 24 novembre 1950 au Tonkin, décoré de la Légion d'honneur et de la Croix de Guerre et Jean Collet, mort le 31 mars 1954 lors de la Bataille de Diên Biên Phu, décoré de la Médaille militaire et de la Croix de Guerre.
Depuis, l'urbanisation devenue continue le long des voies, proches du rivage, s'est étalée sur les terres agricoles par lotissements successifs à partir des années 1960, au point d'exclure le dernier agriculteur au début du XXIe siècle. Les règles de l'urbanisme permirent récemment d'éviter la disparition totale des zones naturelles et humides déjà entamées sur leurs abords.

## Économie

### Revenus de la population et fiscalité
Les indicateurs de revenus et de fiscalité à Larmor-Plage et dans l'ensemble du Morbihan en 2016 sont présentés ci-dessous.
|                                                                   | Larmor-Plage | Morbihan |
| ----------------------------------------------------------------- | ------------ | -------- |
| Nombre de ménages fiscaux                                         | 4 244        | 332 909  |
| Nombre de personnes dans les ménages fiscaux                      | 8 636        | 740 023  |
| Médiane du revenu disponible par unité de consommation (en euros) | 27 115       | 20 607   |
| Part des ménages fiscaux imposés                                  | 67,0 %       | 49,1 %   |

### Tourisme

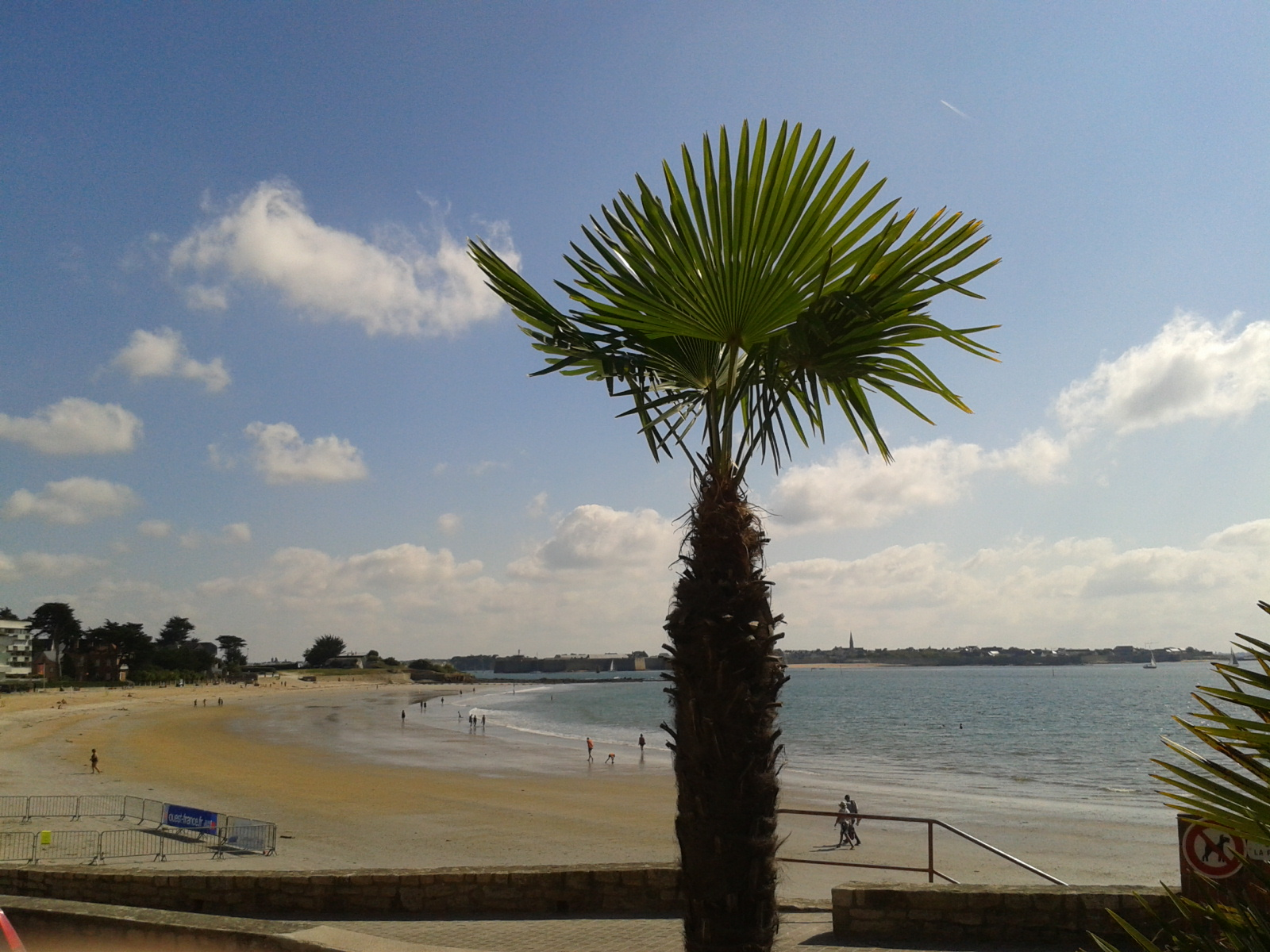
Palmier sur une plage d'An Arvor.

Larmor-Plage est une station balnéaire chic.
Reconnue station de tourisme par le décret du 19 novembre 2018 (paru au JORF du 21 novembre 2018), Larmor-Plage est une station balnéaire, adoptée par les touristes et les promeneurs locaux pour ses plages, son port de plaisance, ses restaurants (au bourg, sur le port, le long de la promenade de Port Maria), son marché traditionnel sur la place du bourg le dimanche matin et ses lieux de promenades avec vue sur l’île de Groix et la rade de Lorient.
Le camping de la Fontaine offre une solution d'hébergement aux nombreux touristes spécialement venus à l'occasion du Festival interceltique de Lorient. En toutes saisons, les plages sont utilisées  par les baigneurs et par les amoureux de Longe-côte et de sports nautiques.
En fonction de la direction et de la force du vent ainsi que de la houle, les plages sont le paradis des pratiquants de sports de glisse : planche à voile, funboard, surf, kitesurf, Stand up paddle, kayak de mer.
Le centre nautique de Kerguélen (première école de voile française) permet aussi l'initiation et la pratique de la voile, également, en toutes saisons.

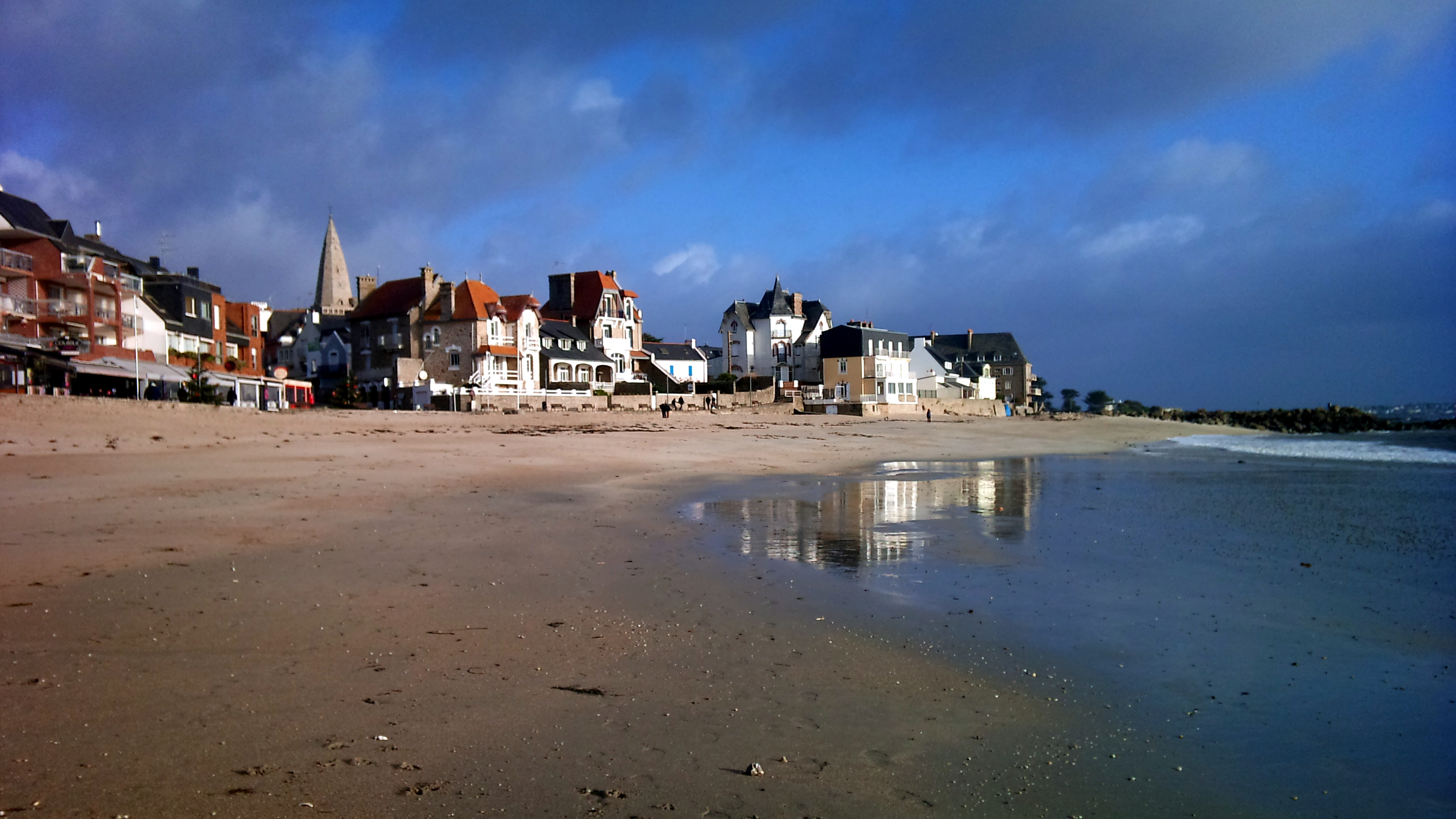
La plage en hiver.
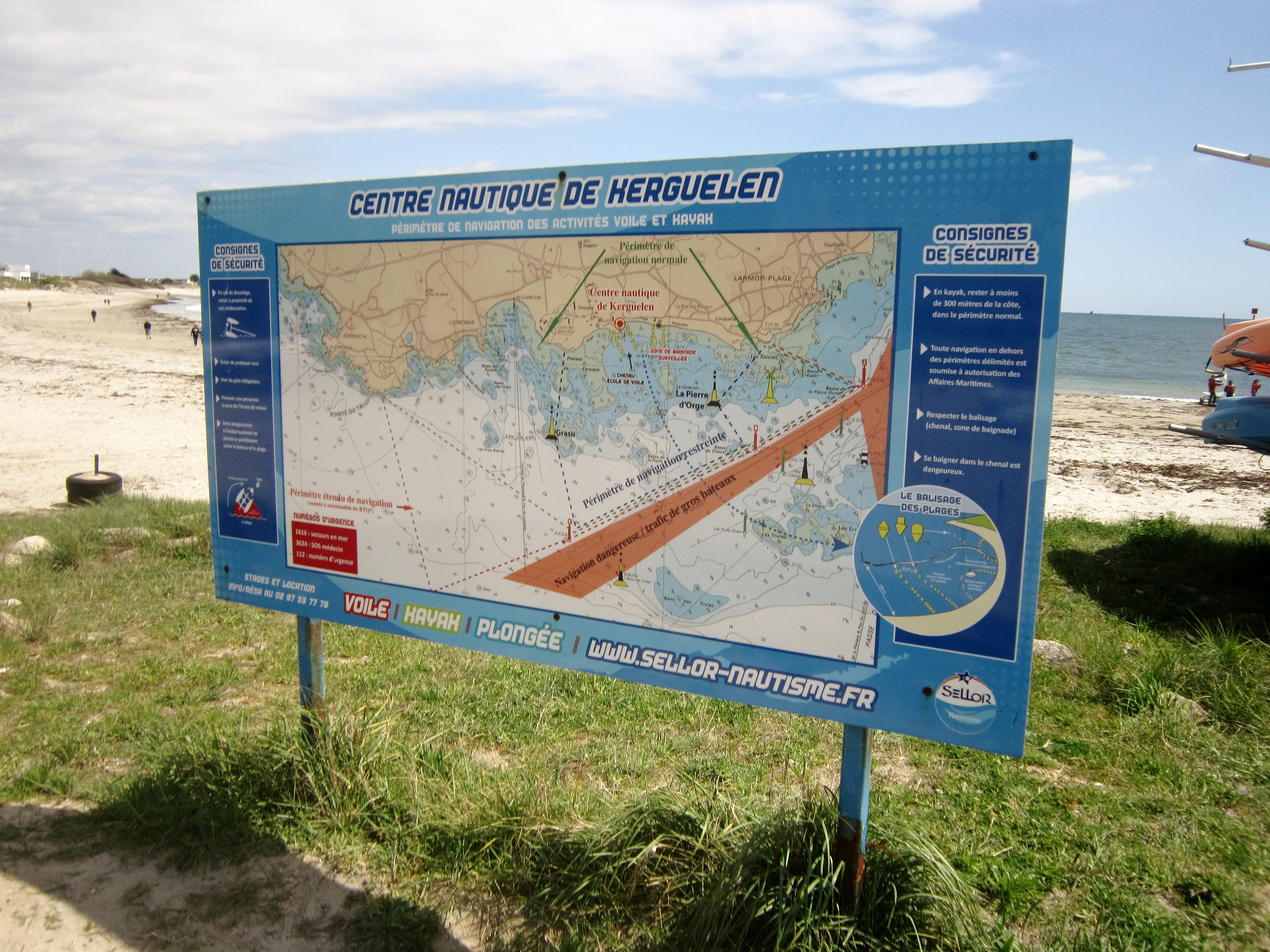
Panneau d'information du Centre nautique de Kerguelen.
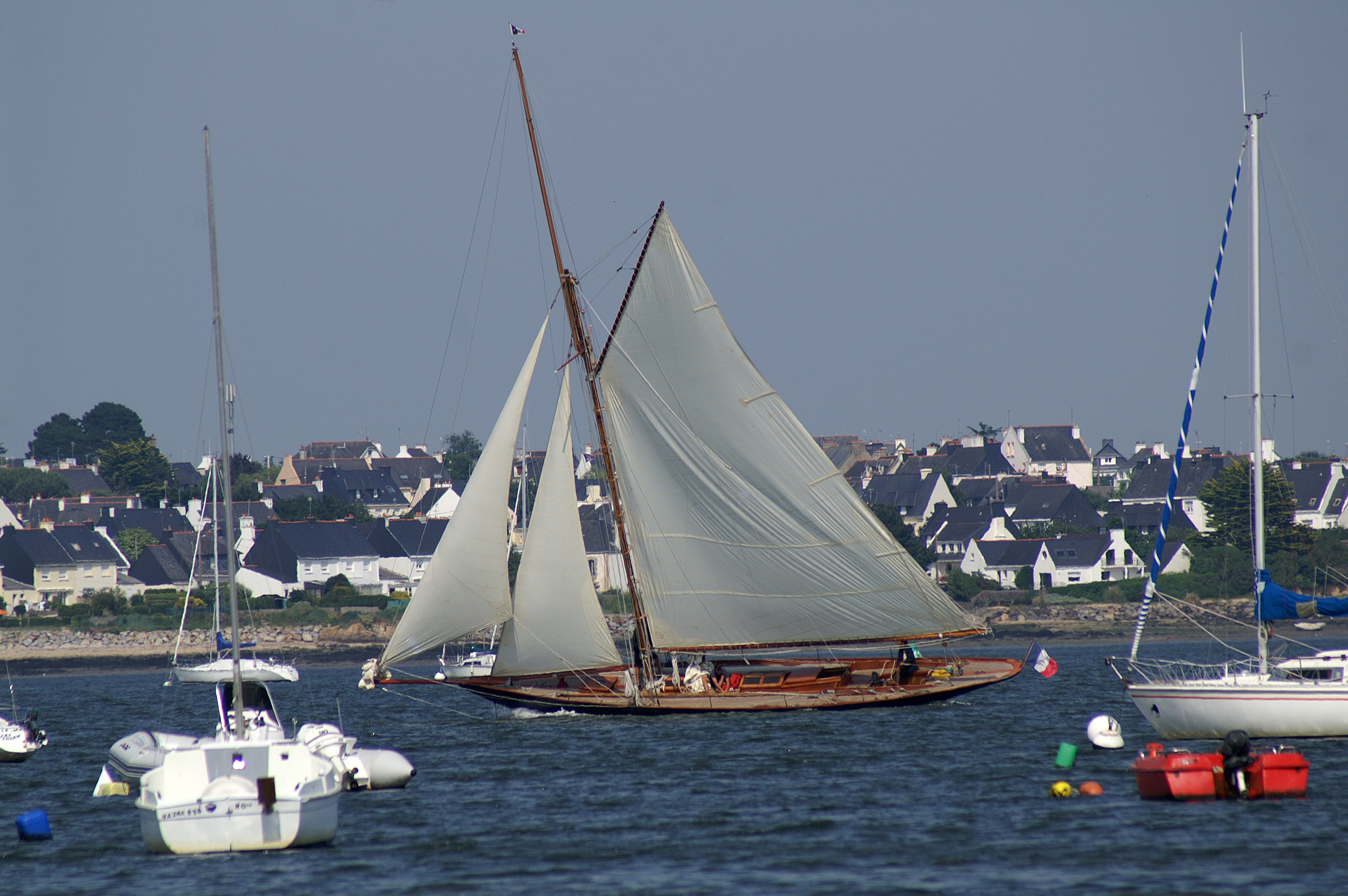
Pen Duick vu de la plage du Kernevel.
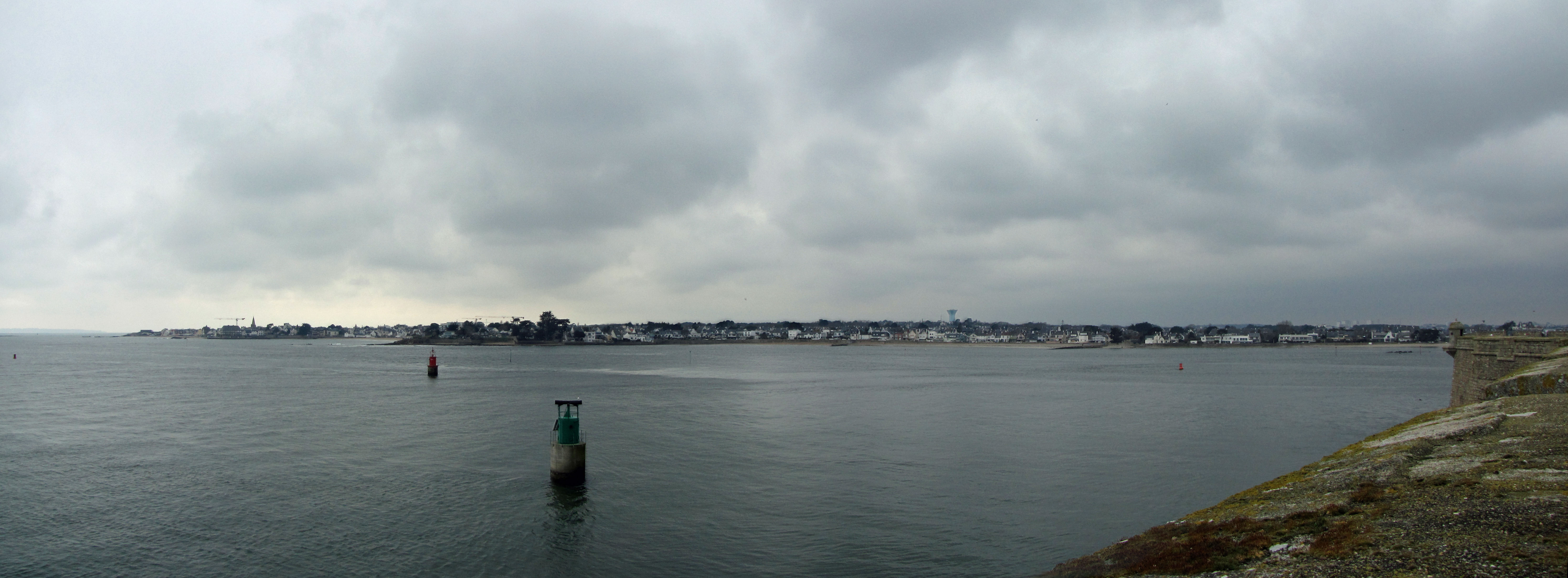
Larmor-Plage vue depuis la citadelle de Port-Louis.

## Politique et administration

### Liste des maires

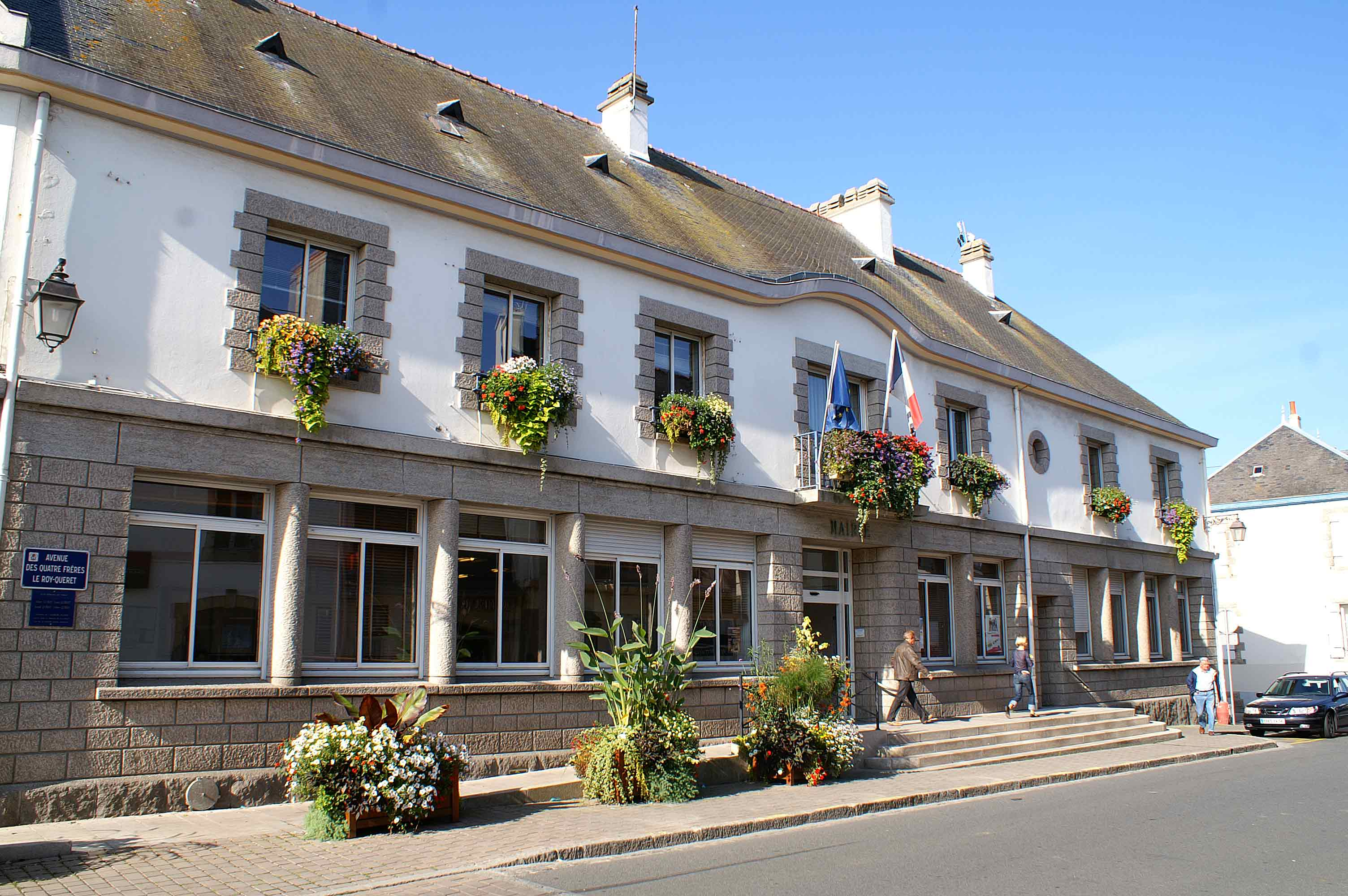
La mairie en 2009.

| Période                                  | Période      | Identité           | Étiquette          | Qualité |
| ---------------------------------------- | ------------ | ------------------ | ------------------ | --- |
| Les données manquantes sont à compléter. |              |                    |                    | |
| 1925                                     | 1935         | Adolphe Coutillard | Union républicaine | Lieutenant de réserve. Vivait à Kerpape.                                                                                           |
| 1935                                     | 1945         | Louis Edelin       | Union des Gauches  | - Mécanicien chez Panhard et Levassor - Militaire - Hôtelier-Restaurateur - Directeur de l'usine d'iode de Larmor-Plage. retraité. |
| 1945                                     | 1948         | Maurice Le Mercier | SFIO               | Professeur. |
| 1948                                     | 1957         | Jules Le Guen      |                    | Maître principal armurier. |
| 1957                                     | 1965         | Louis Hervé        | SFIO               | Ingénieur travaux maritimes. |
| 1965                                     | 1977         | Eugène Remilly     | DVD (RPR app.)     | Buraliste. Député européen entre 1979 et 1984.                                                                                     |
| mars 1977                                | mars 1989    | Edmond Le Coz      | UDF-PR             | Cadre de la CCI du Morbihan |
| mars 1989                                | mars 2001    | Georges Jégouzo    | PS                 | Conseiller général (1998-2004) Vice-président du District du Pays de Lorient                                                       |
| mars 2001                                | juillet 2020 | Victor Tonnerre    | DVD                | Ancien fabricant de voiles |
| juillet 2020                             | En cours     | Patrice Valton     | DVD                | Avocat honoraire 11e vice-président de Lorient Agglomération (2020 → )                                                             |

## Population et société

### Démographie

#### Évolution démographique
L'évolution du nombre d'habitants est connue à travers les recensements de la population effectués dans la commune depuis 1926. Pour les communes de moins de 10 000 habitants, une enquête de recensement portant sur toute la population est réalisée tous les cinq ans, les populations de référence des années intermédiaires étant quant à elles estimées par interpolation ou extrapolation. Pour la commune, le premier recensement exhaustif entrant dans le cadre du nouveau dispositif a été réalisé en 2007.

En 2022, la commune comptait 8 368 habitants, en évolution de +1,55 % par rapport à 2016 (Morbihan : +3,82 %, France hors Mayotte : +2,11 %).
| 1926  | 1931  | 1936  | 1946  | 1954  | 1962  | 1968  | 1975  | 1982  |
| ----- | ----- | ----- | ----- | ----- | ----- | ----- | ----- | ----- |
| 1 670 | 1 729 | 1 872 | 2 074 | 3 760 | 5 077 | 5 877 | 5 389 | 6 373 |

| 1990  | 1999  | 2006  | 2007  | 2012  | 2017  | 2022  | - | - |
| ----- | ----- | ----- | ----- | ----- | ----- | ----- | - | - |
| 8 078 | 8 470 | 8 428 | 8 415 | 8 219 | 8 299 | 8 368 | - | - |

#### Pyramide des âges
La population de la commune est relativement âgée.
En 2018, le taux de personnes d'un âge inférieur à 30 ans s'élève à 21,5 %, soit en dessous de la moyenne départementale (31,2 %). À l'inverse, le taux de personnes d'âge supérieur à 60 ans est de 47,3 % la même année, alors qu'il est de 31,3 % au niveau départemental.
En 2018, la commune comptait 3 861 hommes pour 4 466 femmes, soit un taux de 53,63 % de femmes, largement supérieur au taux départemental (51,51 %).
Les pyramides des âges de la commune et du département s'établissent comme suit.
| Hommes | Classe d’âge | Femmes |
| ------ | ------------ | ------ |
| 1,5    | 90 ou +      | 2,8    |
| 13,9   | 75-89 ans    | 18,1   |
| 29,4   | 60-74 ans    | 28,7   |
| 19,5   | 45-59 ans    | 20,3   |
| 11,9   | 30-44 ans    | 10,7   |
| 11,3   | 15-29 ans    | 9,2    |
| 12,5   | 0-14 ans     | 10,3   |

| Hommes | Classe d’âge | Femmes |
| ------ | ------------ | ------ |
| 0,8    | 90 ou +      | 2,2    |
| 8,5    | 75-89 ans    | 11,6   |
| 20,5   | 60-74 ans    | 21,6   |
| 20,6   | 45-59 ans    | 20     |
| 17     | 30-44 ans    | 16,3   |
| 15,5   | 15-29 ans    | 13     |
| 17,1   | 0-14 ans     | 15,2   |

## Culture locale et patrimoine

### Patrimoine architectural

#### Architecture religieuse

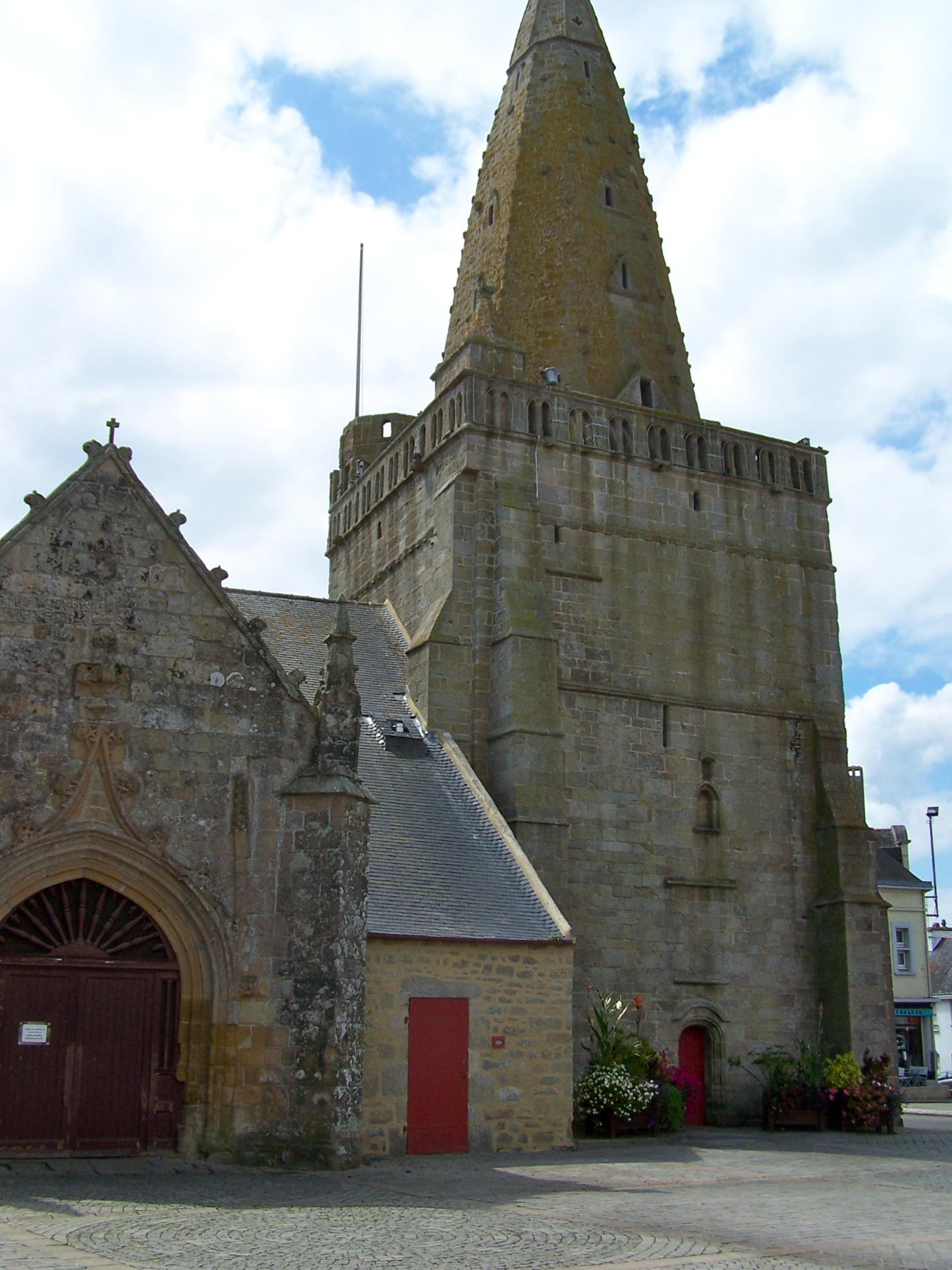
L'église Notre-Dame de Larmor.

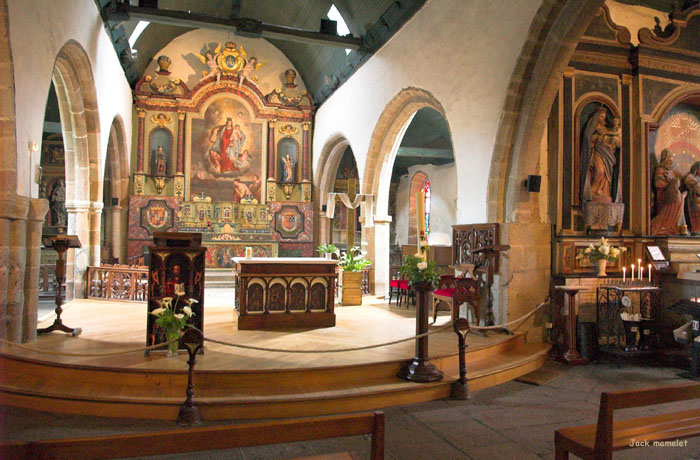
L'intérieur de l'église.

- Église paroissiale « Notre-Dame de Larmor »

L’église Notre-Dame de Larmor, classée monument historique, est l’ancienne chapelle de pèlerinage Notre-Dame de L'Armor, construite avant la création de la commune de Larmor-Plage, sur la paroisse de Ploemeur. L'édifice est construit sur un promontoire proche du rivage : sa situation face aux intempéries impose de régulières restaurations. On y trouve des éléments architecturaux significatifs des XIVe, XVIe et XVIIe siècles,.
L'église contient des objets remarquables, certains sont classés notamment :
- - la plaque commémorative, en granit, de la construction de la chapelle portant l'inscription 1506[71];
  - dans le porche Nord, 12 statues de pierre du début du XVIe siècle (endommagées lors de la Révolution française) représentant les douze apôtres[72];
  - un groupe sculpté en pierre représentant une « Vierge de Pitié », formé de 6 figures, de la première moitié du XVIe siècle[73];
  - une statue en bois du XVIe siècle figurant un Christ de pitié[74];
  - un groupe sculpté en pierre de la première moitié du XVIe siècle représentant saint Roch et son chien[75];
  - deux statuettes en bois du milieu du XVIe siècle représentant sainte Barbe et saint Efflam[76];
  - une statuette en bois du XVIIIe siècle représentant Salomé[77];
  - Notre-Dame-des-Anges : statue en bois polychrome du XVIe siècle, Vierge avec longues tresses, une robe rouge et un manteau bleu. Elle porte avec le bras droit un enfant qui tient un livre[78];
  - un ex-voto maquette du navire « Le Saint-Jean ». Frégate portant troits mâts carré. La carène est peinte en vert, le dessus en noir avec une ligne blanche pour la batterie. Hauteur 66 cm, longueur 92 cm[79]. Deux autres ex-voto maquettes plus récentes sont présentes dans la nef de l'église.
  - un retable appelé « l'autel des Juifs » composé de trente huit figurines en triangle daté du début du XVIe siècle ;
  - un ensemble de menuiseries de la fin du XVIIe siècle, restauré, composé de trois retables et trois autels : retable du chevet avec comme toile centrale, la Vierge à l'Enfant entourée de têtes d'angelots et les donateurs. Dans les niches latérales sont placées les statues de saint Efflam et sainte Barbe. L'autel, orné de colonnes torses, conserve dans les niches la statue du Bon Pasteur et celles des quatre Évangélistes.
  - un devant d’autel en toile peinte dont le médaillon central représente à la Vierge à l'Enfant ;
  - les retables des bas-côtés du chœur comportant une niche centrale flanquée de pilastres, avec au sommet, un tableau représentant le Père Éternel. Retable Sud décoré d'une statue de saint Jean le Baptiste et devant d'autel en bois sculpté avec guirlandes de fleurs. Retable Nord avec la statue de la Vierge à l'Enfant et devant d'autel sur toile peinte figurant saint Roch. On peut y voir des inscriptions : Armoiries : armoiries des donateurs, René Leziart et Suzanne de Trelan, sa femme (tableau du retable du chœur, en bas). Armoiries : armoiries de Louis II de Rohan-Guémené, mort en 1508, et de Louise de Rieux, sa femme (niches latérales du retable du chœur).

- Fontaine Notre-Dame du XVIIIe siècle

Située au bourg, rue Beg-Tal-Men, elle a été légèrement déplacée lors de travaux routiers. Elle est classée, ainsi que ses murets d'enceinte, monument historique depuis septembre 1931.
- Croix monumentale du XVIe siècle

Située au village de Kergoulédec, datée de 1558.

#### Architectures civile et militaire
- Fort du Kernevel

Cette redoute est construite au XVIIIe siècle, face à la citadelle de Port-Louis, pour compléter le système défensif de l'entrée de la rade de Lorient. Le fort en étoile du Kernevel construit en 1761 a été largement remanié au cours du temps, notamment pendant l'occupation allemande de la Seconde Guerre mondiale. La marine française s'y établit en 1932, elle récupère le fort après 1945. N'en ayant plus directement l'utilité, elle signe le 14 avril 2000 une convention d'utilisation avec l'association le « Cercle de la Mer » qui doit « l'animer et l'ouvrir ». Des conférences ouvertes à tous y ont lieu, sur le thème du domaine maritime.
- Ensemble de blockhaus du Kernevel

La pointe du Kernevel comprend un ensemble de blockhaus parmi les plus importants du système de défense mis en place par les Allemands pour la rade de Lorient. Aujourd'hui ces bunkers existent toujours : certains sont totalement à l'abandon ; d'autres servent de locaux à des associations de plaisanciers ; d'autres encore sont situés sous des habitations. Le seul aménagé pour des visites lors des Journées du patrimoine se trouve sous le jardin de la villa Kerlilon.
- Villas du Kernevel

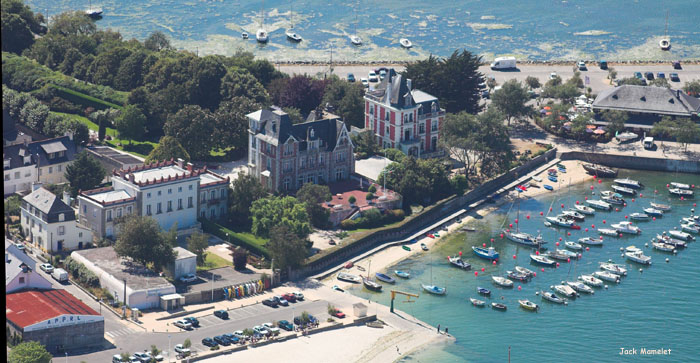
Les villas de Kernevel : Kerozen, Kerlilon, Ker Margaret. À droite, la taverne « Le Tour du Monde », propriété d'Olivier de Kersauson.
Cet ensemble de trois bâtiments de villégiature est construit à la fin du XIXe siècle ; il est aussi appelé « Château des sardines » en lien avec Augustin Ouizille, banquier lorientais, industriel et conservateur sardinier au Kernevel. La légende locale voulant qu'il ait construit les trois villas pour ses filles n'est pas exacte, puisqu'il meurt alors qu'il n'existe que la villa Kerozen. Néanmoins les villas sont construites puis utilisées par des membres de la famille Ouizille jusqu'à l'arrivée de l'armée allemande, qui les réquisitionne lors de la Seconde Guerre mondiale. Les propriétaires refuseront d'y retourner après la guerre[83]. Aujourd'hui, une passerelle en bois permet aux piétons de passer du terre-plein du vieux port à celui du port de plaisance en longeant les enceintes des trois villas.
  - Villa Kerozen : au début du XIXe siècle Augustin Gillet construit sa maison et une conserverie, puis Augustin Ouizille développe cette industrie sardinière, et devient propriétaire de l'ensemble compris entre la rue de la Frégate, la rue de la Brise et la place du Commerce. Il fait construire le terre-plein et la cale qui est utilisée par les sardiniers et pour l'accostage du bateau transportant les voyageurs allant vers Lorient et Port-Louis. Lorsqu'il décède en 1881, Kerozen revient à sa fille Rosalie qui la reçoit en héritage en 1899[83]. Elle est aujourd'hui propriété de l'État (ministère des Armées) comme sa grande voisine la villa Kerlilon.
  - Villa Kerlilon, dite aussi « l'Amirauté » : la plus grande des trois villas, plusieurs fois remaniée, est construite, en 1899 ou 1901, par l'architecte Armand Charier pour Auguste Ouizille (fils d'Augustin) qui habite Lorient. En 1940, la villa est réquisitionnée par l'armée allemande, et devient le PC du contre-amiral Doenitz en juin 1940. Elle est utilisée pour la conduite des sous-marins lors de la bataille de l'Atlantique. Des bunkers sont construits sous et autour de la villa pour se protéger des bombardements alliés. À la reddition de la poche de Lorient, elle est occupée par le capitaine de vaisseau Charrier des Forces navales de la France libre. Auguste Ouizille vend Kerlilon à la Marine le 3 juillet 1956 ; elle est aujourd'hui utilisée comme résidence du Commandant de la Marine (C0MAR)[85]. La villa Kerlilon est parfois ouverte au public lors des Journées du patrimoine ; la visite comprend le bunker poste de commandement allemand des sous-marins situé sous le jardin.
  - Villa Ker Margaret : cette troisième villa, construite en 1896 par Georges Ouizille et sa femme Françoise Marguerite née Boulaire, est utilisée comme centre de vacances, avant d'être rachetée par Cap l'Orient. Elle abrite la capitainerie du nouveau port avant de devenir un bar, fréquenté notamment par les plaisanciers, après la construction des bâtiments du terre-plein du port de plaisance[83].
- Théâtre de l’océan

Entre la plage de Locmaria et de Locqueltas, l'ancien bunker de 1940 est devenu un théâtre en plein air face à l’île de Groix.
- Pointe des blagueurs

Située sur le petit port près du bourg de Larmor, une plaque de céramique rappelle l’activité sardinière du village. La pointe des blagueurs était au XIXe et au début du XXe siècle un lieu de rendez-vous pour les marins pêcheurs, les marchands de poissons et les habitants de Larmor.

### Patrimoine naturel

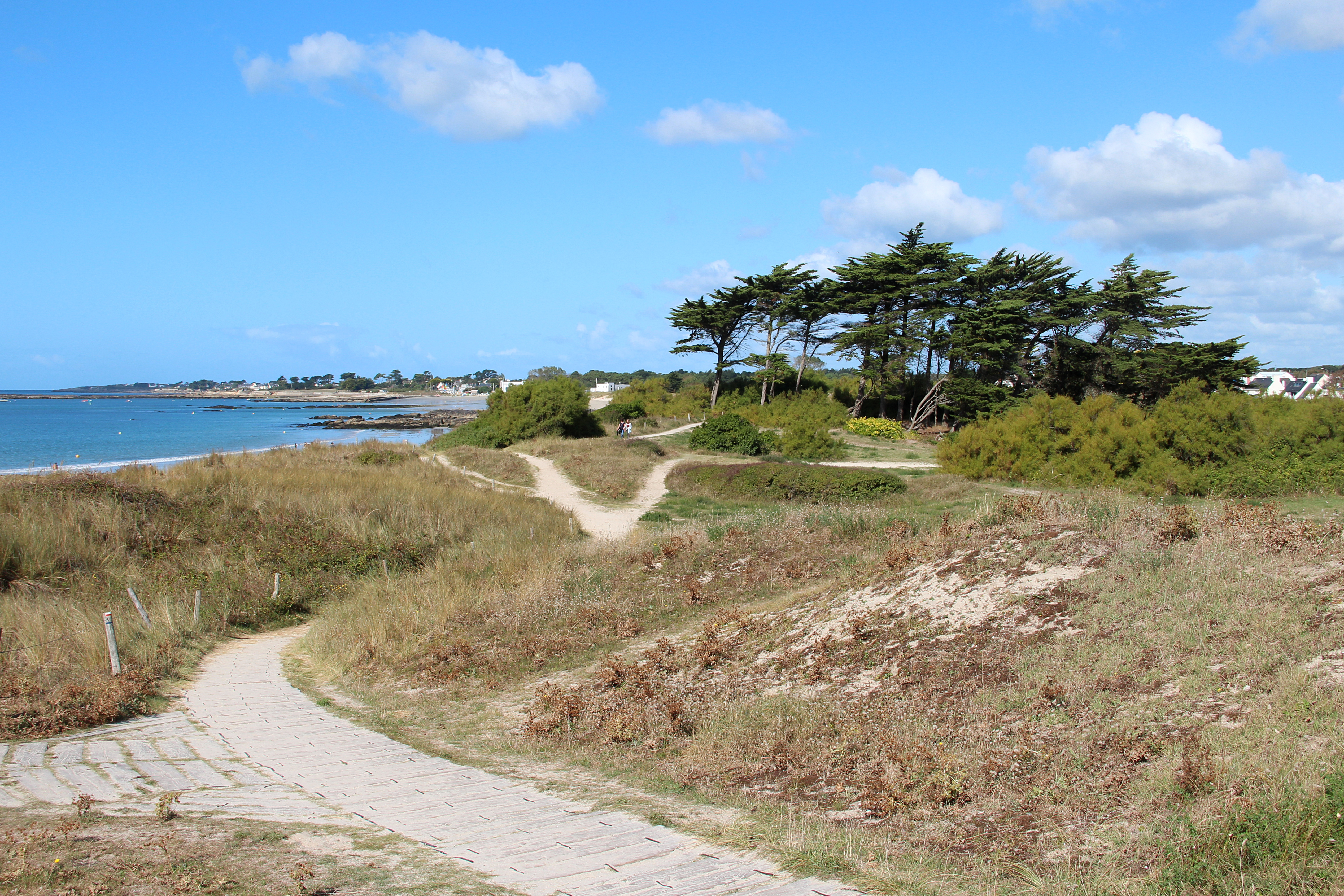
Le parc océanique de Larmor-Plage.

#### Sites naturels protégés
- Le Parc océanique de Kerguélen

Espace dunaire de l'Anse de Kerguelen, organisé autour de deux anciens marais littoraux, bordant une plage plein sud de 1,5 km de long. Il abrite 82 hectares de faune et de flore maritimes placés sous le contrôle du Conservatoire du littoral.
- Les Étangs du Ter sont principalement situés en Lorient et Ploemeur mais la rive sud de l'étang de Kermélo est située en Larmor-Plage. L'ensemble des deux étangs, avec ses 8 kilomètres de sentiers, constitue un espace naturel préservé de 90 hectares, aménagé à la fin de la décennie 1970 et entretenu par Lorient Agglomération.

### Tableaux représentant Larmor-Plage

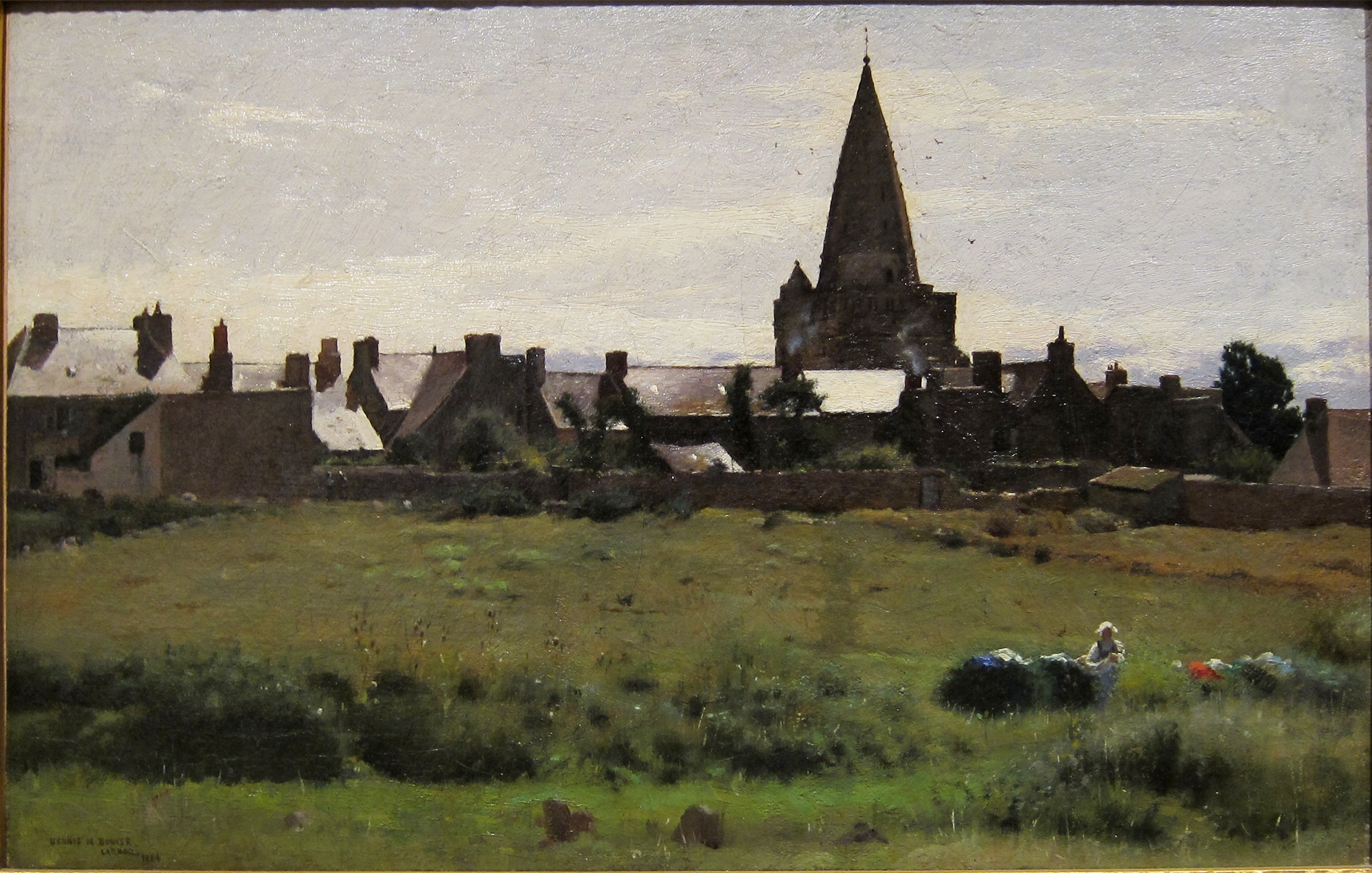
Dennis Miller Bunker : Ville bretonne au petit matin, Larmor (1884, Art Institute of Chicago).
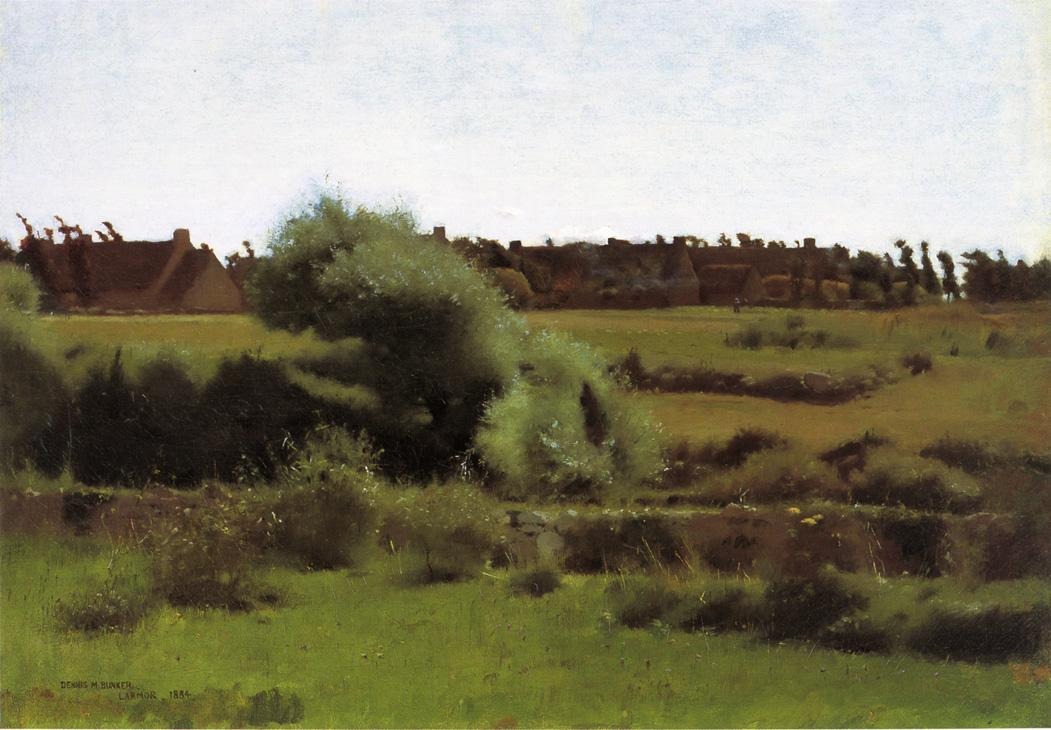
Dennis Miller Bunker : Larmor (1884).
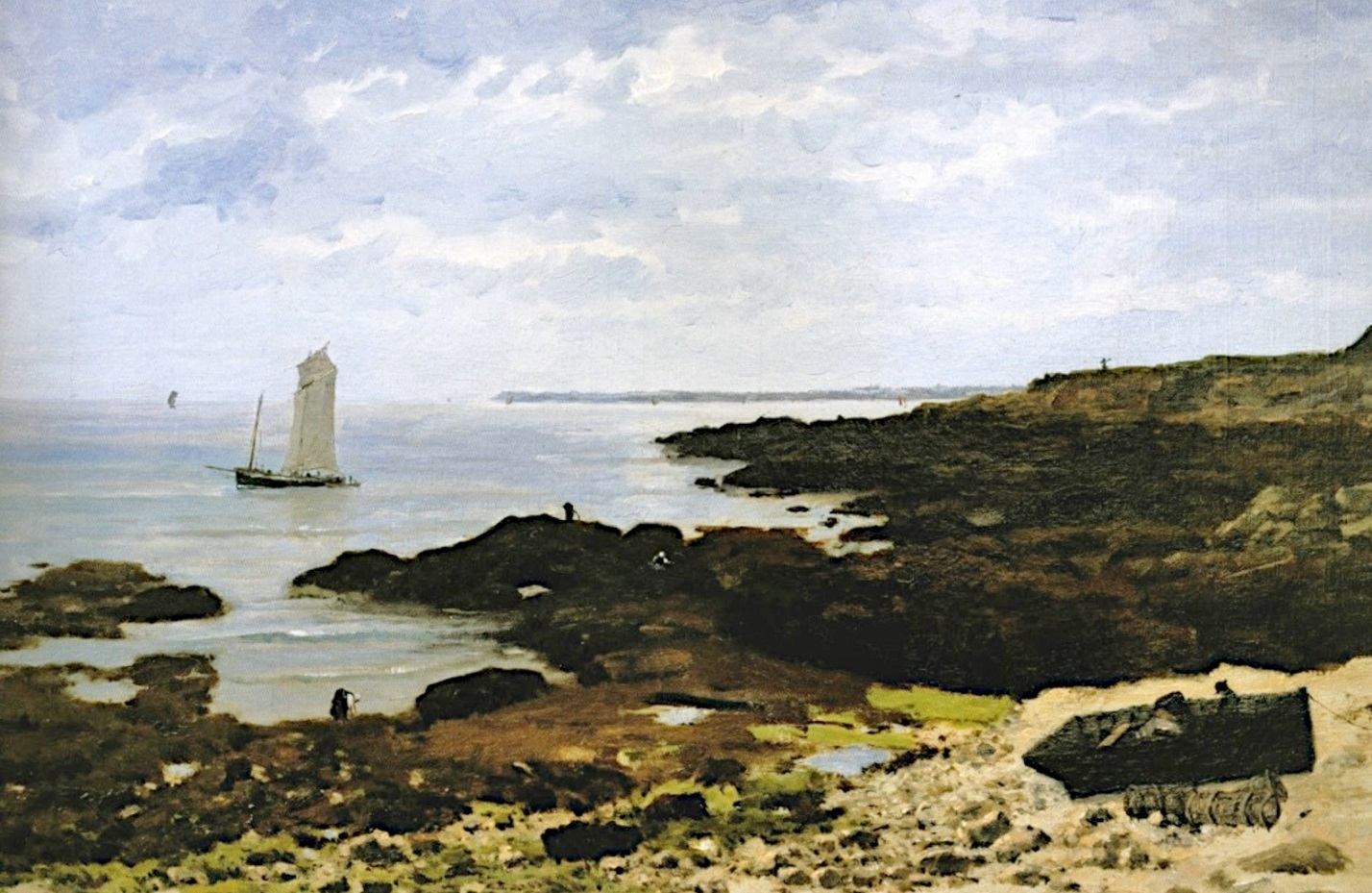
Élodie La Villette : Larmor-Plage (1879).
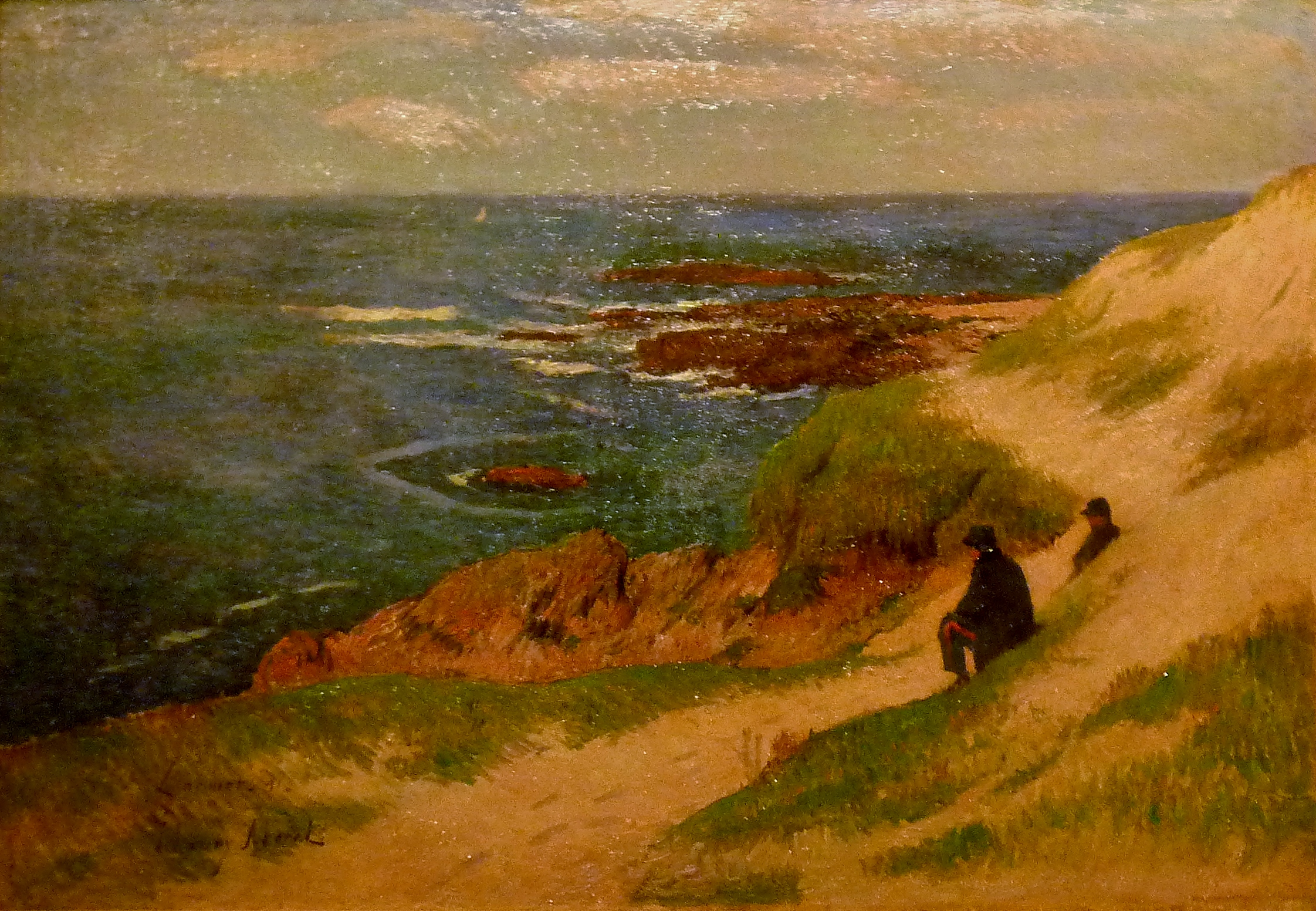
Henry Moret : Bord de mer à Larmor-Plage (huile sur toile, 1891, musée des douanes, Bordeaux).

## Jumelages
Larmor-Plage est jumelée avec :
- Youghal (Irlande), depuis 1986 ;
- Calafell (Espagne), Catalogne depuis 2005.

### Personnalités liées à la commune
- Adolphe Beaufrère (1876-1960), peintre et graveur français).
- Alain Gautier, navigateur français.
- Ronan Le Crom, footballeur français.
- Danuta Le Hénaff, née Danuta Drobniakowna, artiste céramiste (Cracovie 1922 - Larmor-Plage 2013).
- Jacques Vincent, navigateur français.
- Jeannine Hervé, peintre, graphiste et graveur (1931 Larmor-Plage - 2009).
- Henri Paul, chef de la sécurité du Ritz, décédé dans l'accident de la princesse Diana.
- Olivier de Kersauson, navigateur français.
- Monsieur Laureau, ingénieur chimiste qui vécut ses derniers jours à Larmor et y mourut en 1926. Il s'était passionné pour la faune marine, et ce que l'on pouvait en extraire. Dans cet ordre d'idée, il remarqua que les petites algues, nommées vulgairement "Globulus", bien que séjournant toujours dans la mer, présentaient un caractère d'étanchéité parfaite. Ses constatations furent le point de départ de recherches qui devaient amener à l'élaboration de produits à incorporer aux matériaux de construction pour éviter l'humidité. Ce produit fucose fut employé avec succès pour parer aux infiltrations lors de la construction à Paris de la ligne de métro passant sous la Seine :"La Cité". Le brevet fut acheté et exploité par une firme bordelaise[30].
- Olivier Le Maguer (dit Olivier Mag) auteur et acteur français révélé au grand public pour son personnage de « Jean-Pierre Escourou » dans la série « En Famille » diffusée sur M6 depuis juillet 2011

### Héraldique
| Blason de Larmor-Plage | Blason  | D’azur à une tour-clocher d’or maçonnée de sable et pavillonée de tricolore au niveau de sa terrasse à senestre ; au chef cousu, parti de gueules à neuf mâcles d’or posées trois, trois et un, et d’hermine. DeviseBon vent à qui me salue |
| Blason de Larmor-Plage | Détails | Conc. L. Ermoy. |